# Championnat de Belgique de football de quatrième division 2015-2016
Navigation
saison précédente saison suivante
Le Championnat de Belgique de football D4 2015-2016 est la soixante-quatrième édition du championnat de Promotion (D4) belge.
Une page d'histoire se tourne à l'occasion de cette saison et de la réforme votée le 17 juin 2015 et mise en œuvre en vue de la compétition 2016-2017. Ce championnat est le dernier de la "Promotion" sous ce vocable et sous la forme qui est la sienne depuis 1952.
À partir de la saison suivante, le 4e niveau ne comptera plus que 48 formations réparties en trois séries régionalisées (32 clubs néerlandophones et 16 francophones/germanophones). Cette nouvelle mouture du Niveau 4 devrait prendre le nom de Division 2 Amateur.
Cette "dernière" se clôture avec trois "premières" car le Knokke FC (A), le RC Hades (C) et le FC Meux (D) décrochent leur tout premier titre en séries nationales.
À l'issue de la phase classique, des tours finaux sont organisés mais de manière distincte selon que les clubs appartiennent à l'aile francophone (ACFF) ou néerlandophone (VFV) de la fédération belge.

## Réforme des championnats

### Terminologie, entre esprit et fait
La terminologique de l'URBSFA ne fait pas mention des séries régionales au sens strict du terme, ni même dans un premier temps de séries régionalisées, même si dans les faits elles sont composées comme telles.
Malgré la création d'ailes linguistiques  quelques années plus tôt, la Fédération belge tient à son unitarisme national et parle d'une "répartition géographique". Les ailes linguistiques ne sont que des sections administratives. Les futures D2 et D3 Amateur sont donc des ligues "nationales régionalisées" ou "scindées géographiquement". Tout est une question d'interprétation.
En Belgique, dans d'autres sports d'équipes par contre, comme le Basket ou le Volley, on parle bien de "Séries Régionales", car assujetties à des fédérations régionales comme l'Association Wallonie-Bruxelles de Basket-ball (AWBB) ou la Fédération Interprovinciale de Volley-ball (FIVB) qui ont leur pendant flamand. La Ligue nationale ne gérant plus que les séries nationales et la sélection nationale.

### Division 2 Amateur
Le 4e niveau ne comptera plus que trois séries de 16 équipes, au lieu de quatre séries précédemment. Deux de ces "poules" seront composées de clubs géographiquement situés en Région flamande et la troisième avec des formations du reste du pays.

#### Composition en vue de 2016-2017
Les 48 clubs appelés à créer la "Division 2 Amateur" sont :
- (28) Les formations évoluant en Division 3 2015-2016 n'ayant pas réussi à se positionner pour rester au 3e niveau (Superligue Amateur),
- (12) Les trois premiers de chaque série de la Promotion 2015-2016,
- (+/- 8) Des clubs repêchés selon leur appartenance linguistique afin de compléter les trois séries ouvertes au 4e niveau
  - Les séries du futur 4e niveau étant régionalisées ((nl) ou (fr + de)), il est fort probable que plusieurs cercles francophones et/ou germanophones soient repêchés car il n'y a  que 8 clubs de cette "catégorie" en D3 2015-2016 (Ciney, Hamoir, La Calamine, Liège, La Louvière, Deux-Acren, Sprimont-Comblain, et Walhain).

#### La "politique" fait son entrée
Pour la première fois depuis 1895, la politique fait son entrée dans la structure pyramidale car la composition de séries est influencée par la situation géographique des clubs et/ou leur appartenance linguistique dans le cas des cercles brabançons et bruxellois.
Ce "choix" amène une situation particulière dans cette réforme. Compte tenu que la Division 3 2015-2016 ne compte que huit équipes francophones et/ou germanophones (op cit), on devrait voir sortir de Promotion 10 de 26 clubs franchophones et/ou germanophones présents !

### Division 3 Amateur
Pour la première fois depuis 1895, un 5e niveau hiérarchique apparaît dans la pyramide du football belge, au-dessus des séries provinciales.
Ce niveau 5 sera composé de 64 formations réparties en quatre séries de 16 (comme l'actuelle "Promotion"). Deux séries sont réservées aux clubs néerlandophones et deux séries sont attribuées à des clubs francophones et/ou germanophones.

#### Composition en vue de 2016-2017
- (2) Le dernier classé de chaque série de Division 3 2015-2016 (ces clubs perdront donc deux niveaux)
- (40) Ce nombre est encore abstrait. Il s'agit des cercles n'ayant pas décrochés une des trois premières places de leur série et n'étant pas repêchés selon leur appartenance linguistiques si nécessaire (voir ci-avant).
- (9) Les neuf champions  provinciaux
- (?) Des clubs montants supplémentaires depuis les "P1". Leur nombre et leur province dépendra du nombre de places laissées vacantes par la composition de la nouvelle mouture du Niveau 4 (Division 2 Amateur).

À noter que pour la saison 2016-2017, les deux séries francophones de "Division 3 Amateur" ne compteront que 14 équipes chacune puis passeraient à 16 en 2017-2018. Ce choix a été posé afin d'éviter de devoir promouvoir un trop grand nombre de cercles issus des provinces francophones/germanophones.

### "Promotion"...disparition?
Le terme historique de "Promotion" employé depuis 1909 lors de la création du 2e niveau national, serait appelé à disparaître selon les informations actuellement disponibles. Mais il ne s'agit pas encore d'une affirmation. La D3 Amateur, telle que décrite jusqu'à présent, pourrait conserver le nom de "Promotion".

### P1,niveau 6
Une des conséquences de cette réforme si elle devait être appliquée telle quelle équivaut donc à faire reculer d'un niveau les Divisions provinciales. La "P1" devenant niveau 6, la p. 2 '"'niveau 7, et ainsi de suite.

## Organisation - Réglementation
Les clubs participants sont ventilés en quatre séries selon des critères géographiques. Une convention veut que dans la mesure du possible une même poule comprennent des équipes venant de deux provinces différentes.
Les quatre groupes ont une valeur identique quelle que soit leur appellation (A, B, C ou D).
Le dernier de chaque série est relégué en Division 1 de leur province (P1).
Au sein d'une même série, les clubs se rencontrent par matchs aller/retour. Cela donne un total de 30 journées et autant de matchs joués par chaque formation.
La première ébauche du règlement prévoit que les trois premiers classés de chaque série gagnent le droit de rejoindre la nouvelle "Division 2 Amateur" et donc de rester au 4e niveau.
Les trois derniers classés des séries "A" et "C", ainsi que le dernier classé des séries "B" et "D" est relégué en "P1" de sa province d'appartenance.
Les autres formations composent la base de la nouvelle "Division 3 Amateur" (Niveau 5).

### Cas particulier
En vue d'obtenir 16 clubs francophones pour composer la série qui leur est réservée en "Division 2 Amateur", un certain nombre de clubs francophones et/ou germanophone seront repêchés. Les modalités de ce repêchage n'ont pas encore été rendue publiques.

## Remarques préliminaires

### Fusion/Union à Wetteren
À la fin mars 2015, on apprend que le Royal Racing Club Wetteren-Kwatrecht et le Koninklijke Standaard Wetteren ont choisi de s'unir pour n'aligner qu'une seule équipe en Promotion (sous le matricule 95 de « Racing ») en vue de la saison 2015-2016. Le nom de Racing Standaard Wetteren devrait être choisi pour désigner la formation qui évoluera sous le matricule 95. C'est du moins ce que l'on croit pendant un temps. Mais au tout début du mois de mai 2015, le nom de K. FC Wetteren fait son apparition. Finalement, le conseil de gestion de la nouvelle entité choisit de conserver le terme « Royal » qui était celui du matricule 95 et on a donc la constitution du Royal Football Club Wetteren (matricule 95).

### Reconstitution d'un RWDM
Initialement le matricule 5479 du "Standaard" restait actif avec des équipes de jeunes de ce club. Mais début mai, le matricule 5479 est cédé à des investisseurs qui ont pour projet de recréer un club dénommé "Racing White Daring de Molenbeek (RWDM)".
Les initiateurs du projet souhaitent évoluer au stade Machens de Molenbeek. Mais de longues négociations sont nécessaires en raison de la position assez neutre des responsables communaux et d'une volonté de blocage émanant de la direction du White Star Bruxelles, club de Division 2 et résidant du stade lors des 2 saisons précédentes,: et. En date du 12 août 2015, un jugement est rendu dans l'affaire d'attribution de terrain. Le RWDM se verra récompensé et jouera sur le terrain A du stade Edmond Machtens. Le retour à leur stade mythique.

### Disparitions de clubs
Anticipativement, on considérait que deux cercles wallons, le R. CS Visé (matricule 369) et le R. Géants Athois (matricule) allaient disparaître. En définitive, le matricule 2899 des Géants Athois a été cédé à des investisseurs français, mais un autre club se retrouve radié par la fédération belge: le R. CS Verviétois.

#### R. CS Verviétois
La crainte était réelle mais les responsables du club se voulaient rassurants. Mais le samedi 24 juin 2015, la nouvelle tombe en fin d'après-midi, le R. CS Verviétois, porteur du matricule 8, est radié pour non-respect du délai de paiement d'arriérés à deux de ces anciens joueurs, Frédéric Tutta et Marco Ingrao.
Connaissant des soucis financiers depuis plus d'une vingtaine d'années, le deuxième plus ancien club wallon encore en activité était passé à côté de la disparition et avait su survivre à diverses faillites grâce à plusieurs plans de sauvetage.
Le club lainier s'était lui-même en cessation de paiement le 1er juillet 2014 afin de redémarrer une nouvelle ASBL et sauvegarder la pérennité du club. Cependant deux dettes pour un montant total estimé à 38,000 euro eurent raison des efforts des "Béliers".
Aucune preuve de paiement ne lui étant parvenu, l'URBSFA a prononcé, lors de son Assemblée Générale du 24 juin 2015, la radiation du club. Celui-ci s'est pourvu en appel pour contester la validité de la radiation considérant ne pas avoir été averti correctement de l'ordre du jour de la susdite AG. Une réunion s'est déroulée le lundi 29 juin dans les locaux de l'Union Belge mais le lendemain, la radiation a été confirmée.
Conséquence immédiate de la radiation, le club du Patro Lensois a été officiellement repêché pour prendre part au prochain championnat de "Promotion". De son côté, le R. CS Verviétois a annoncé son intention de saisir le tribunal civil.

#### R. Géants Athois
Constitué le 1er juillet 2004 par la fusion de la R. JS Ath-Maffle (matricule 2899) - elle-même venant d'une fusion, dix ans plus tôt, entre la R. JS Athoise (2899) et de la JS de Maffle (8260) - avec le FC Ath Sport (matricule 9435). L'entité n'aura donc vécu que onze ans. Le club grandit vite, trop vite. Après cinq ans, le matricule 2899 atteint les séries nationales et en deux saisons gagne sa place en Division 3.
La concurrence, les luttes internes et le contexte particulier du football belge où règne une terrible inflation des salaires, minent le club qui se retrouve exsangue financièrement à l'entame de la saison 2014-2015, durant laquelle on a un triste épisode où les joueurs de l'équipe "A" font grève durant une semaine pour réclamer leurs arriérés de salaire. Conscients que le dépôt de bilan est proche, les dirigeants du matricule 2899 se tourne vers un petit club de l'entité, le FC Ostiches (matricule 9245) qui milite en "P1" hennuyère. Une union - pas une fusion est entérinée, confirmant la disparition des "Géants Athois" et de leur matricule 2899.
La place laissée libre en "Promotion" devrait revenir à un cercle du Hainaut, en l'occurrence le R. Albert Quevy-Mons (matricule 4194), finaliste malheureux du TF de p. 1 Hainaut et vice champion au terme de la saison régulière.
Le 30 juin 2015, on apprend que des investisseurs français ont conclu un accord afin de reprendre le matricule 2899 qui continue donc son existence. Arrivé à la mi-juillet, les choses s'éclaircissent. La presse sportive belge présente celui qui serait le repreneur: l'ancien international français Nicolas Anelka. Si le club ne changera officiellement ne nom qu'en vue de la saison 2016-2017, l'équipe n'évoluera plus à Ath, mais à Fleurus,.
Portant toujours le nom officiel de "R. Géants Athois" vis-à-vis de la fédération, l'équipe A déclare forfait pour la première rencontre de championnat à Sterrebeek mais s'aligne dès la 2e au R.W.D.M. Peu après sa première journée à domicile, un litige survient avec les responsables du site de Fleurus et le club déménage vers Renaix.

##### Forfait général!
Alors que le premier tour touche à sa fin, on apprend que le club jette l'éponge le 4 décembre 2015. Une semaine plus tard, la fédération prononce le forfait général. Tous ses matchs (dans la "Série B") sont annulés.

#### R. CS Visé
Le R. CS Visé a été déclaré en faillite au mois d'octobre 2014. De nombreuses démarches et négociations ont eu lieu pour tenter d'assurer la pérennité vieux cercle de la Cité de l'Oie, mais le constat affligeant est là: aucune solution fiable n'a été trouvée.
Dans un premier temps, une piste "chinoise" a été évoquée. Elle est soutenue entre autres par l'ancien joueur professionnel Sunday Oliseh. Mais le lourd passif (on parle d'une somme de 1 à 2 millions d'euros) ainsi que des luttes sous le manteau ont fait...capoté tout projet. Le 18 juin 2015, on apprend qu'un des curateurs et ancien joueur professionnel Maitre Laurent Stas De Richelle a envoyé un courrier à l'URBSFA déplorant l'absence de solution et l'arrêt des activités de l'équipe "A".
Après des rêves de "Division 1", lors d'une reprise par des investisseurs indonésiens le matricule 369 avait vu partir ceux-ci, après qu'ils eurent effacer le passif. Un groupe anglais, représenté par l'ancien international Terry Fenwick arrive alors mais au terme d'un an et demi d'activité un trou béant dans les finances met en péril l'avenir du club. Relégué de "D2" en "D3", le cercle connaît la faillite évoquée ci-dessus et chute en "Promotion".
Le remplacement du R. CS Visé en "Promotion" devrait revenir au R. CS Verlaine, finaliste malheureux du TF de p. 1 liégeoise et vice champion au terme de la phase classique. Si cela se concrétise, ce cercle porteur du matricule 2871 fera un grand retour en séries nationales après 68 ans d'absence !
Du côté de la Cité de l'Oie, le stade du même nom sera désormais partagé entre le FC Richele United, promu en "Promotion" en 2015 et l'URS Lixhe-Lanaye, promu en "P2". Ce club est soutenu par le dénommé Guy Thiry, ancien président...du R. CS Visé.

### SW Harelbeke blanchi en appel
Le Sporting West Harelbeke était sous le coup d'une sanction induisant un renvoi en "P1" pour "tentative de falsification de compétition". Le club a interjeté appel de cette sanction. Sa présence est donc toujours sous réserves. Si le "matricule 1574" devait être relégué son remplaçant serait la Jong Lede (si décision AVANT le 1er juillet 2015), un repêché du Tour final interprovincial(si décision APRES le 1er juillet 2015)  (Voir saison précédente).
En appel, le matricule 1574 a été blanchi par l'URBSFA et peut donc poursuivre sa route en "Promotion".

### Namur en danger?
Début janvier 2016, une information confirme les craintes formulées depuis plusieurs semaines concernant l'UR Namur. Le club pourrait être mis en liquidation en raison d'un passif trop important. Initialement, il était question d'une "mise en liquidation volontaire" demandée par l'ASBL "Les Merles", gérant le club. Mais il semblerait que cette faillite pourrait imposée par le Tribunal de Commerce. L'avenir du "matricule 156" est une nouvelle fois fort incertain.
Un transfert de patrimoine est opéré vers une nouvelle entité, alors que les dettes fédérales sont suffisamment apurées. Le club peut poursuivre ses activités, mais n'est pas à l'abri d'une sanction (qui le cas échéant n'interviendra que dans le courant de la saison 2016-2017) si la "cession de patrimoine est jugée punissable" par la fédération.

## Clubs participants
Soixante-quatre clubs prennent part à cette édition, soit le même nombre que lors de la saison précédente. Les clubs sont répartis en quatre séries de 16 équipes, selon des critères géographiques et provinciaux.

### Série A
| #  | Nom                                      | Mat. | Ville        | Stades                  | Provinces     | En Prom depuis  | Total en Prom. | S. Précédente              |
| -- | ---------------------------------------- | ---- | ------------ | ----------------------- | ------------- | --------------- | -------------- | -------------------------- |
| 1  | Koninklijke Football Club Eendracht Zele | 1046 | Zele         | Ter Elst                | Fl. orientale | 2015-2016 (1re) | 16 saisons     | Div. - Série A, 17e        |
| 2  | Koninklijke Sportkring Ronse             | 38   | Renaix       | Orphale Crucke          | Fl. orientale | 2013-2014 (3e)  | 21 saisons     | 6e série A                 |
| 3  | Koninklijke Sport-Club Toekomst Menen    | 56   | Menin        | KSC Menenstadion        | Fl. occid.    | 2012-2013 (4e)  | 21 saisons     | 8e série A                 |
| 4  | Royal Football Club Wetteren             | 95   | Wetteren     | ???                     | Fl. orientale | 2013-2014 (3e)  | 8 saisons      | 13e série A                |
| 5  | Koninklijke Voetbal Klub Westhoek        | 100  | Ypres        | KVK Ieperstadion        | Fl. occid.    | 2010-2011 (6e)  | 27 saisons     | 5e série A                 |
| 6  | Royal Knokke Football Club               | 101  | Knokke       | Olivier                 | Fl. occid.    | 2014-2015 (2e)  | 2 saisons      | 7e Série A                 |
| 7  | Sporting West Harelbeke                  | 1574 | Harelbeke    | Forestier               | Fl. occid.    | 2011-2012 (5e)  | 8 saisons      | 3e série A                 |
| 8  | Sportkring Eernegem                      | 2777 | Eernegem     | SK Eernegemtadion       | Fl. occid.    | 2010-2011 (6e)  | 15 saisons     | 12e série A                |
| 9  | Koninklijke Sporting St-Gillis/Waas      | 4385 | St-Gillis/W. | Houtvoort               | Fl. orientale | 2013-2014 (3e)  | 13 saisons     | 10e série A                |
| 10 | Football Club Pepingen                   | 7741 | Pepingen     | P. Claes                | Brabant       | 2013-2014 (3e)  | 3 saisons      | 7e Série B                 |
| 11 | Sportkring Berlare                       | 7850 | Berlare      | Puitenstadion           | Fl. orientale | 2008-2009 (8e)  | 8 saisons      | 11e série A                |
| 12 | Olympic Molen Sport Ingelmunster         | 9441 | Ingelmunster | OMS Ingelmunsterstadion | Fl. occid.    | 2012-2013 (4e)  | 5 saisons      | 4e série A                 |
| 13 | Koninklijke Voetbal Klub Ninove          | 2373 | Ninove       | De Kloppers             | Fl. orientale | 2015-2016 (1re) | 24 saisons     | TF « P1 » Fl. Orientale    |
| 14 | K. SV White Star Adinkerke               | 2521 | Adinkerke    | WS Adinkerke            | Fl. occid.    | 2015-2016 (1re) | 1 saison       | Champion provincial        |
| 15 | Sporting Club Dikkelvenne                | 7074 | Dikkelvenne  | Marc Gevaert            | Fl. orientale | 2015-2016 (1re) | 1 saison       | Champion provincial        |
| 16 | Sijselse Voetbal Vereninging Damme       | 8143 | Damme        | SVV Damme               | Fl. occid.    | 2015-2016 (1re) | 1 saison       | Repêché TF Interprovincial |

#### Localisation Série A
| \| Renaix Damme Knokke Westhoek Adinkerke Eernegem Harelbeke Ingelmunster Dikkelvenne Menin St-Gillis Ninove Berlare Zele Wetteren Pepingen \| Localisation des clubs engagés en Promotion A 2015-2016 |
| Renaix Damme Knokke Westhoek Adinkerke Eernegem Harelbeke Ingelmunster Dikkelvenne Menin St-Gillis Ninove Berlare Zele Wetteren Pepingen                                                               |

### Série B
Les R. Géants Athois et surtout leur "matricule 2899" n'a pas été radié comme pressenti et est annoncé repris par l'ancien international français Nicolas Anelka. L'appellation du club ne peut plus changer officiellement avant la saison 2016-2017. Il ne jouera plus à Ath mais au "stade Cosse" de Fleurus. Cependant, après quelques semaines de compétition, le club ne trouve plus d'accord avec les responsables des terrains occupés et choisit de déménager vers...Renaix.
Un groupe d'investisseurs a racheté le "matricule 5479" du désormais ex-Standaard Wetteren avec la volonté de relancer un club dénommé « Racing White Daring de Molenbeek » et de le faire jouer au stade Machtens de Molenbeek. L'Assemblée Générale de l'URBSFA du 27/06/2015 accepte le changement d'appellation.
| #  | Nom                                        | Mat. | Ville           | Stades             | Provinces     | En Prom depuis  | Total en Prom. | S. Précédente                             |
| -- | ------------------------------------------ | ---- | --------------- | ------------------ | ------------- | --------------- | -------------- | ----------------------------------------- |
| 1  | Royal Géants Athois                        | 2899 | Renaix          | ???                | Fl. orientale | 2015-2016 (1re) | 3 saisons      | Div. - Série A, 16e + Rachat du matricule |
| 2  | Royal Football Club Tournai                | 26   | Tournai         | Luc Varenne        | Hainaut       | 2015-2016 (1re) | 33 saisons     | Div. - Série A, 18e                       |
| 3  | Royal Léopold Uccle Football Club          | 5    | Uccle           | Fallon             | Brabant       | 2010-2011 (6e)  | 12 saisons     | 8e série B                                |
| 4  | Koninklijke Football Club Duffel           | 284  | Duffel          | Sportcetrum Duffel | Anvers        | 2008-2009 (8e)  | 44 saisons     | 5e série C                                |
| 5  | Royal Racing Club Waterloo                 | 677  | Waterloo        | Cx Sp. Joli Bois   | Brabant       | 2014-2015 (2e)  | 2 saisons      | 9e Série B                                |
| 6  | Royal Châtelet Sporting Club               | 725  | Châtelet        | des Sablières      | Hainaut       | 2014-2015 (2e)  | 3 saisons      | 5e Série B                                |
| 7  | Koninklijke Olympia Voetbalclub Sterrebeek | 1002 | Sterrebeek      | Het Zeen           | Brabant       | 2012-2013 (4e)  | 4 saisons      | 10e série B                               |
| 8  | Royale Union Sportive Rebecquoise          | 1614 | Rebecq          | Gobard             | Brabant       | 2014-2015 (2e)  | 2 saisons      | 4e Série B                                |
| 9  | Koninklijke Wolvertem Sporting Club        | 3155 | Wolvertem       | F. Lathouwers      | Brabant       | 2013-2014 (3e)  | 7 saisons      | 11e série B                               |
| 10 | Royal Francs Borains                       | 5192 | Boussu-Bois     | Robert Urbain      | Hainaut       | 2014-2015 (2e)  | 13 saisons     | 2e série B                                |
| 11 | Football Club Ganshoren                    | 7569 | Ganshoren       | Complexe Roobaert  | Brabant       | 2011-2012 (5e)  | 5 saisons      | 12e Série B                               |
| 12 | Koninklijke Sport Kring Halle              | 87   | Hal             | Lamme Guiche       | Brabant       | 2015-2016 (1er) | 12 saisons     | TF « P1 » Brabant                         |
| 13 | Racing Charleroi-Couillet-Fleurus          | 94   | Couillet        | des Festiaux       | Hainaut       | 2015-2016 (1er) | 12 saisons     | Tour final interprovincial                |
| 14 | Royal Olympic Club de Charleroi-Marchienne | 246  | Montignies s/S. | de La Neuville     | Hainaut       | 2015-2016 (1re) | 5 saisons      | Champion provincial                       |
| 15 | Koninklijke Athletiek Club Betekom         | 3634 | Betekom         | Grote Baan         | Brabant       | 2015-2016 (1re) | 7 saisons      | Champion provincial                       |
| 16 | Racing White Daring de Molenbeek           | 5479 | Molenbeek       | E. Machtens        | Brabant       | 2015-2016 (1re) | 1 saison       | Rachat d'un matricule                     |

### Localisation Série B
| \| Bruxelles · GAN = FC Ganshoren · LÉO = R. Leopold Uccle FC · RWDM = Racing White Daring de Molenbeek · Le matricule "2899" (RGA) joue un match à Fleurus, puis déménage vers Renaix. Duffel Hal Betekom Wolvertem Tournai GAN RWDM LÉO Sterrebeek Francs Borains Châtelet RGA Olympic Racing CCF Waterloo Rebecq \| Localisation des clubs engagés en Promotion B 2015-2016 |
| Bruxelles · GAN = FC Ganshoren · LÉO = R. Leopold Uccle FC · RWDM = Racing White Daring de Molenbeek · Le matricule "2899" (RGA) joue un match à Fleurus, puis déménage vers Renaix. Duffel Hal Betekom Wolvertem Tournai GAN RWDM LÉO Sterrebeek Francs Borains Châtelet RGA Olympic Racing CCF Waterloo Rebecq                                                               |

### Série C
| #  | Nom                                                | Mat. | Ville       | Stades                  | Provinces | En Prom depuis  | Total en Prom. | S. Précédente         |
| -- | -------------------------------------------------- | ---- | ----------- | ----------------------- | --------- | --------------- | -------------- | --------------------- |
| 1  | Koninklijke Voetbalclub Turnhout                   | 148  | Turnhout    | Stadspark               | Anvers    | 2015-2016 (1re) | 2 saisons      | Div. 3 - Série B, 18e |
| 2  | Koninklijke Bilzerse Waltwilder Voetbal Vereniging | 232  | Bilzen      | Katteberg               | Limbourg  | 2014-2015 (2e)  | 7 saisons      | 10e Série C           |
| 3  | Koninklijke Sport-Club City Pirates                | 544  | Merksem     | Jef Mermans             | Anvers    | 2012-2013 (4e)  | 13 saisons     | 4e série C            |
| 4  | Koninklijke Football Club Zwarte Leeuw             | 1124 | Rijkevorsel | Louis Van Roey          | Anvers    | 2013-2014 (3e)  | 30 saisons     | 6esérie C             |
| 5  | Koninklijke Olympia Sporting Club Wijgmaal         | 1349 | Wijgmaal    | Ymeriastadion           | Brabant   | 2012-2013 (4e)  | 31 saisons     | 6e série B            |
| 6  | Koninklijke Football Club Sint-Lenaarts            | 1357 | St-Lenaarts | KFC St-Lenaarts Complex | Anvers    | 2007-2008 (9e)  | 9 saisons      | 9e série C            |
| 7  | Koninklijke Voetbalvereniging Vosselaar            | 2391 | Vosselaar   | Vosselaar VV-stadion    | Anvers    | 2011-2012 (5e)  | 16 saisons     | 13e série C           |
| 8  | Koninklijke Football Club Esperanza Pelt           | 2529 | Neerpelt    | Sportpark De Roosen     | Limbourg  | 2011-2012 (5e)  | 15 saisons     | 2e série C            |
| 9  | Koninklijke Voetbal Klub Wellen                    | 2825 | Wellen      | VK Wellen               | Limbourg  | 2014-2015 (2e)  | 16 saisons     | 8eSérie C             |
| 10 | Koninklijke Excelsior Sportkring Leopoldsburg      | 3904 | Heppen      | Heppenstadion           | Limbourg  | 2006-2007 (10e) | 18 saisons     | 12e série C           |
| 11 | Spouwen-Mopertingen                                | 3970 | Mopertingen | Complex Blokstraat      | Limbourg  | 2003-2004 (13e) | 31 saisons     | 7e série C            |
| 12 | Koninklijke Lyra Turn-en Sportvereniging           | 7776 | Lierre      | Lyrastadion             | Anvers    | 2005-2006 (11e) | 21 saisons     | 11esérie C            |
| 13 | Racing Club Hades                                  | 8721 | Kiewit      | RC Hades                | Limbourg  | 2013-2014 (3e)  | 3 saisons      | 3esérie C             |
| 14 | Koninklijke Football Club Nijlen                   | 1065 | Nijlen      | FC Nijlen               | Anvers    | 2015-2016 (1re) | 19 saisons     | TF « P1 » Anvers      |
| 15 | Koninklijke Football Club Lille                    | 2618 | Lille       | Balsakker               | Anvers    | 2015-2016 (1re) | 15 saisons     | Champion provincial   |
| 16 | Kon. Voetbal Vereniging THES Sport Tessenderlo     | 3671 | Tessenderlo | THES Sport              | Limbourg  | 2015-2016 (1re) | 5 saisons      | Ch. Provincial        |

#### Localisation Série C
| \| Abréviations · StL = K. FC St-Lenaarts · Vos = K. VV Vosselaar · ZwL = K. FC Zwarte Leeuw Wijgmaal Turnhout Lille Nijlen ZwL Vos Pirates StL Lyra Esp. Pelt B-Léopold Spouwen-Mop. RC Hades Bilzen Wellen Tessenderlo \| Localisation des clubs engagés en Promotion C 2015-2016 |
| Abréviations · StL = K. FC St-Lenaarts · Vos = K. VV Vosselaar · ZwL = K. FC Zwarte Leeuw Wijgmaal Turnhout Lille Nijlen ZwL Vos Pirates StL Lyra Esp. Pelt B-Léopold Spouwen-Mop. RC Hades Bilzen Wellen Tessenderlo                                                               |

### Série D
Le R. CS Verviétois (matricule 8) qui descend de Division 3 est radié en raison d'une dette (de 38.000 euro envers deux joueurs) non apurée.
Le R. CS Visé, déclaré en faillite durant la saison précédente, a été relégué en "Promotion", mais n'est pas en mesure de poursuivre ses activités en raison d'un passif trop important qui fait échouer les tentatives de reprises.
| #  | Nom                                        | Mat. | Ville        | Stades                      | Provinces  | En Prom depuis  | Total en Prom. | S. précédente              |
| -- | ------------------------------------------ | ---- | ------------ | --------------------------- | ---------- | --------------- | -------------- | -------------------------- |
| 1  | Union Royale Namur                         | 156  | Namur        | stade communal des Bas-Prés | Namur      | 2011-2012 (5e)  | 16 saisons     | 10e série D                |
| 2  | Royal Stade Waremmien Football Club        | 190  | Waremme      | Edmond Leburton             | Liège      | 2014-2015 (2e)  | 29 saisons     | 2e Série D                 |
| 3  | Royale Entente Sportive Couvin-Mariembourg | 248  | Mariembourg  | du Roi Soleil               | Namur      | 2013-2014 (3e)  | 12 saisons     | 9e série D                 |
| 4  | Royal Aywaille Football Club               | 1979 | Aywaille     | avenue de la Porallée       | Liège      | 2009-2010 (7e)  | 7 saisons      | 7e série D                 |
| 5  | Royale Jeunesse Sportive Taminoise         | 3939 | Tamines      | Arthur Michaux              | Namur      | 2014-2015 (2e)  | 12 saisons     | 12e Série D                |
| 6  | Royal Football Club de Meux                | 4454 | Meux         | stade des Verts et Blancs   | Namur      | 2011-2012 (5e)  | 11 saisons     | 5e série D                 |
| 7  | Royale Entente Bertrigeoise                | 4267 | Bertrix      | Jules Guillaume             | Luxembourg | 2013-2014 (3e)  | 11 saisons     | 11e série D                |
| 8  | Royale Union Sportive Givry                | 6237 | Givry        | stade de la RUS Givry       | Luxembourg | 2009-2010 (7e)  | 7 saisons      | 6e série D                 |
| 9  | Football Club Jeunesse Lorraine Arlonaise  | 7763 | Arlon        | stade du FCJLA              | Luxembourg | 2012-2013 (4e)  | 33 saisons     | 8e série D                 |
| 10 | Solières Sport                             | 9426 | Solières     | Château Vert                | Liège      | 2013-2014 (3e)  | 3 saisons      | 3e série D                 |
| 11 | Royal Cercle Sportif de Verlaine           | 2871 | Verlaine     | des 6 Bonniers              | Liège      | 2015-2016 (1re) | 1 saison       | Repêché                    |
| 12 | Royal Racing Club Longlier                 | 3189 | Longlier     | rue des Hès                 | Luxembourg | 2015-2016 (1re) | 2 saisons      | Champion provincial        |
| 13 | Royale Union Sportive Loyers               | 5160 | Loyers       | des Comognes                | Namur      | 2015-2016 (1re) | 1 saison       | Champion Provincial        |
| 14 | Patro Lensois                              | 7446 | Lens-St-Remy | André Milquet               | Liège      | 2015-2016 (1re) | 1 saison       | Vice-champion provincial   |
| 15 | Royal Daring Club de Cointe-Liège          | 9266 | Cointe       | du Chera                    | Liège      | 2015-2016 (1re) | 1 saison       | Champion provincial        |
| 16 | Football Club Richelle United              | 9487 | Richelle     | de Richelle                 | Liège      | 2015-2016 (1re) | 1 saison       | Tour final interprovincial |

#### Localisation Série D
| \| Lens Aywaille Waremme Meux Namur Givry Bertrix Arlon Tamines Couvin-Mar. Solières Loyers Richelle Cointe Verl. Longlier \| Localisation des clubs engagés en Promotion D 2015-2016 |
| Lens Aywaille Waremme Meux Namur Givry Bertrix Arlon Tamines Couvin-Mar. Solières Loyers Richelle Cointe Verl. Longlier                                                               |

## Résultats et Classements
Légende
- clubs ayant remporté sa série et gagnant le droit de rester au 4e niveau (Division 2 Amateur)
- clubs ayant gagné le droit de rester au 4e niveau (Division 2 Amateur)
- clubs ACFF classés pour participer à un tour final (classement de 1 à 4) pour éventuellement rester au 4e niveau (Division 2 Amateur)
- clubs ACFF classés pour prendre à un tour final de repêchage (classement de 5 à 8)pour éventuellement rester au 4e niveau (Division 2 Amateur)
- clubs VFF classés pour participer à un tour final (classement de 1 à 8) pour éventuellement rester au 4e niveau (Division 2 Amateur)
- clubs relégués au 5e niveau (Division 3 Amateur)
- clubs relégué vers les séries provinciales

Abréviations
 : Relégué de Division 3 2014-2015
 : Promu depuis les séries provinciales 2014-2015
Précision: Les équipes classées entre la 4e et la 15e place de leur série seront reprises dans un classement "selon leur régime linguistique" (concrètement affiliation à la VFV ou à l'ACFF). VFV: séries A et C + certaines de la série B. ACFF: Série D + certaines de la série B. En fonction du nombre de places disponibles en D2 Amateur VFV et ACFF un tour final sera organisé en fonction du classement "régional" pour désigner des repêchés éventuels vers la D2 Amateur.

### Série A
- Champion d'automne: K. VK Westhoek
- Dernière mise à jour: le 02/05/2016 à 18h10

#### Classement final - Série A
| Rang | Équipe                    | Pts | J  | G  | N  | P  | Bp | Bc  | Diff |
| ---- | ------------------------- | --- | -- | -- | -- | -- | -- | --- | ---- |
| 1    | R. KNOKKE FC              | 60  | 30 | 19 | 3  | 8  | 69 | 33  | +36  |
| 2    | Sporting West Harelbeke   | 58  | 30 | 18 | 4  | 8  | 47 | 28  | +19  |
| 3    | K. VK Westhoek            | 57  | 30 | 18 | 3  | 9  | 57 | 32  | +25  |
| 4    | SC Dikkelvenne            | 54  | 30 | 16 | 6  | 8  | 65 | 32  | +33  |
| 5    | SK Berlare                | 51  | 30 | 15 | 6  | 9  | 51 | 39  | +12  |
| 6    | K. FC Eendracht Zele      | 50  | 30 | 15 | 5  | 10 | 63 | 44  | +19  |
| 7    | K. SC Toekomst Menen      | 49  | 30 | 14 | 7  | 9  | 47 | 40  | +7   |
| 8    | OMS Ingelmunster          | 49  | 30 | 13 | 10 | 7  | 55 | 42  | +13  |
| 9    | FC Pepingen               | 45  | 30 | 12 | 9  | 9  | 49 | 39  | +10  |
| 10   | K. SK Ronse               | 39  | 30 | 11 | 6  | 13 | 46 | 46  | 0    |
| 11   | FC Wetteren               | 39  | 30 | 10 | 9  | 11 | 48 | 48  | 0    |
| 12   | K. VK Ninove              | 37  | 30 | 9  | 10 | 11 | 54 | 49  | +5   |
| 13   | K. FC Sport. St-Gillis/W. | 25  | 30 | 6  | 7  | 17 | 36 | 63  | -27  |
| 14   | SVV Damme                 | 21  | 30 | 5  | 6  | 19 | 19 | 56  | -37  |
| 15   | SK Eernegem               | 21  | 30 | 5  | 6  | 19 | 27 | 65  | -38  |
| 16   | K. SV WS Adinkerke        | 14  | 30 | 3  | 5  | 22 | 30 | 107 | -77  |

##### Résultats des rencontres – Série A
| Résultats (▼dom., ►ext.)                                   | ADI  | BER | DAM | DIK | EER | HAR | ING | KNO | MEN | NIN | PEP | RON | SGW | WES | FCW | ZEL |
| K. SV WS Adinkerke                                         |      | 0-2 | 1-1 | 0-8 | 0-3 | 2-4 | 1-3 | 2-4 | 0-1 | 1-1 | 1-1 | 4-3 | 0-2 | 2-5 | 1-5 | 1-3 |
| SK Berlare                                                 | 4-1  |     | 3-0 | 0-1 | 0-0 | 3-0 | 2-1 | 3-1 | 3-2 | 4-2 | 2-4 | 1-0 | 1-0 | 1-2 | 0-3 | 2-2 |
| SVV Damme                                                  | 1-2  | 1-0 |     | 1-1 | 0-0 | 0-3 | 2-0 | 1-1 | 1-2 | 1-1 | 1-0 | 1-2 | 0-3 | 1-2 | 1-1 | 0-3 |
| SC Dikkelvenne                                             | 1-1  | 1-3 | 1-2 |     | 4-1 | 0-0 | 2-1 | 1-2 | 2-0 | 1-1 | 3-0 | 3-1 | 1-1 | 1-0 | 2-0 | 2-3 |
| SK Eernegem                                                | 1-0  | 0-1 | 1-0 | 2-6 |     | 0-3 | 1-3 | 2-1 | 1-5 | 1-5 | 1-3 | 1-0 | 1-2 | 0-2 | 2-4 | 1-1 |
| Sporting West Harelbeke                                    | 4-0  | 4-0 | 0-2 | 0-4 | 2-1 |     | 0-1 | 2-1 | 3-1 | 1-0 | 0-1 | 3-1 | 2-1 | 2-0 | 3-1 | 1-0 |
| OMS Ingelmunster                                           | 3-0  | 0-0 | 0-1 | 1-1 | 3-3 | 0-2 |     | 0-3 | 0-0 | 1-1 | 1-1 | 1-3 | 3-1 | 2-1 | 3-3 | 4-2 |
| R. Knokke FC                                               | 4-3  | 2-1 | 6-1 | 2-0 | 5-1 | 2-1 | 3-1 |     | 3-0 | 2-2 | 1-2 | 3-0 | 4-0 | 0-2 | 4-2 | 1-1 |
| K. SC Toekomst Menen                                       | 4-1  | 3-1 | 3-1 | 0-3 | 1-0 | 0-1 | 2-2 | 0-4 |     | 2-0 | 2-0 | 1-0 | 2-2 | 0-2 | 1-0 | 2-0 |
| K. VK Ninove                                               | 2-2  | 2-2 | 4-0 | 3-1 | 4-0 | 2-0 | 1-4 | 1-2 | 0-0 |     | 3-0 | 1-2 | 1-2 | 4-1 | 3-1 | 0-2 |
| FC Pepingen                                                | 7-1  | 2-2 | 1-0 | 1-0 | 1-1 | 0-0 | 0-0 | 0-3 | 4-1 | 1-1 |     | 1-1 | 4-1 | 0-1 | 4-2 | 5-1 |
| K. SK Ronse                                                | 7-0  | 1-3 | 2-0 | 2-5 | 1-0 | 1-1 | 3-4 | 1-0 | 1-1 | 2-2 | 1-2 |     | 1-0 | 1-0 | 2-2 | 2-1 |
| K. FC Sp. St-Gillis/W.                                     | 1-2  | 1-2 | 1-0 | 1-2 | 1-1 | 2-2 | 1-3 | 0-2 | 2-2 | 5-2 | 2-2 | 0-3 |     | 1-5 | 0-2 | 1-4 |
| K. VK Westhoek                                             | 8-1  | 1-0 | 2-0 | 0-4 | 1-0 | 0-1 | 1-3 | 2-0 | 2-2 | 4-1 | 2-1 | 2-0 | 1-1 |     | 5-0 | 2-1 |
| FC Wetteren                                                | 2-0  | 1-1 | 3-0 | 1-4 | 2-1 | 0-1 | 1-1 | 1-0 | 0-3 | 2-3 | 3-1 | 1-1 | 5-1 | 0-0 |     | 0-0 |
| K. FC Eendracht Zele                                       | 12-0 | 1-4 | 5-1 | 2-0 | 4-0 | 2-1 | 2-4 | 0-3 | 1-4 | 2-1 | 1-0 | 2-1 | 3-0 | 2-1 | 0-0 |     |
| - Victoire à domicile - Match nul - Victoire à l'extérieur |      |     |     |     |     |     |     |     |     |     |     |     |     |     |     |     |

- La rencontre SK Eernegem-R. Knokke FC de la 1re journée a été reportée, car les visiteurs étaient encore qualifiés en Coupe de Belgique. Elle est reprogrammée le mercredi 2 septembre 2015.

#### Résumé - Série A
Les promus du SC Dikkelvenne (22) réussissent une entame parfaite avec 7 victoires consécutives puis un partage et occupent fort logiquement la tête. Harelbeke (21) est le premier poursuivant. En bas de grille, deux autres montants, Adinkerke (2) et Damme (1) attendent encore leur premier succès après huit rencontres.
Au tournant du premier tiers de compétition, Dikkelvenne (25) reste leader mais a lâché du lest avec un premier revers (1-2) des œuvres du Knokke FC (19). SW Harelbeke (23) est un solide premier poursuivant alors que Berlare (19) s'accroche au trio de tête. Longtemps en perdition, Damme (8) remporte deux succès, dont un à Ingelmunster (0-1), qui lui permettent de se donner de l'air. C'est Eernegem (4) qui se retrouve dernier, car Adinkerke (6) obtient une première victoire (1-4) à St-Gillis/Waas (7).
Changement de leader au terme de la journée no 11. SW Harelbeke (26) profite de sa victoire (0-2) à OMS Ingelmunster pour dépasser Dikkelvenne (25) qui subit une seconde défaite de rang (3-1) à Ninove.
Nouveau rebondissement lors des 12e et 13e journées, avec deux défaites consécutives d'affiliée pour Harelbeke, contre Damme (0-2) d'abord, face au SC Dikkelvenne (0-4) ensuite. Celui-ci reprend la tête. Grâce à une meilleure différence de buts, Knokke s'est glissé à la deuxième place, alors que le VK Westhoek est revenu au quatrième rang.
Westhoek poursuit sa remontée et s'empare de la première place et du titre honorifique de "champion d'automne", devant Dikkelvenne et Harelbeke, alors que Knokke marque légèrement le pas. Ceux-ci ont dû baisser pavillon devant l'Eendracht Zele, laquelle après un départ moyen, réalise un 12 sur 12 lors des deux dernières rencontres du premier tour et les deux premières du second. En fin de grille, c'est Eernegem qui est relégable 3 points derrière St-Gillis/Waas et 4 unités plus bas que les promus d'Adinkerke et de Damme.

##### Un trio s'affirme
À la mi-février 2016, Westhoek (38) (0 sur 12) a perdu de sa superbe et a glissé au 4e rang. Dikkelvenne (45) a repris la tête, devant Harelbeke (41) et Knokke (39).
Deux semaines plus tard, malgré un revers (1-3) contre Berlare, lors de la 23e journée, le SC Dikkelvenne (48) reste leader devant SW Harelbeke (47) alors que Knokke FC (45) est le troisième d'un trio de tête qui s'affirme. Les premiers poursuivants sont Berlare et Zele (41) qui se neutralisent (2-2) lors de la journée no 24 suivis de Westhoek (39). En fond de grille, la situation reste étroite de Sint-Gillis/Waas (17) à la lanterne rouge Adinkerke (14) séparés par Damme et Eernegem (15).
Lors de la 25e journée, le 13 mars 2016, Knokke (48), vainqueur (2-0) de Dikkelvenne (50), effectue la bonne opération d'autant qu'Harelbeke (50) est battu à Ninove (2-0). Parmi les premiers poursuivants, victorieux de Renaix (1-0), Berlare (47) reprend la 4e place à Zele (44), défait à Menin (2-0).

##### Cinq candidats, trois menacés
À deux journées de la fin, on note une hésitation des meneurs qui perdent des plumes et permettent à deux formations de rester en mesure de briguer la qualification directe pour la "D2 Amateur".
Knokke qui s'était isolé en tête subit la loi d'Harelbeke (2-1) lors de la 26e journée puis s'incline de nouveau à Renaix (1-0) à l'occasion de la 28e. Avec 54 points et 17 victoires, les "Côtiers" doivent concédé le retour d'Harelbeke qu'ils devancent à la différence de buts. Après avoir longtemps mené la série, le SC Dikkelvenne est au troisième rang. Il totalise aussi 54 unités mais avec 16 victoires. Les promus n'ont réalisé qu'un 3 sur 9 avec des partages contre Ninove (1-1), à Ingelmunster (1-1) et contre Harelbeke (0-0).
Les deux derniers prétendants à la qualification directe sont Westhoek (51-16v) et Berlare (51-15v). Ces deux équipes s'affrontent lors de la 29e journée. Classée 6e, l'Eendracht Zele et ses 47 points ne peut plus se glisser parmi les trois premiers.
Eernegem (18), Damme (15) et Adinkerke (14) sont les trois formations encore en lutte pour éviter la place descendante en 1re provinciale. Adinkerke reçoit Eernegem lors de l'avant-dernière journée.

##### Dikkelvenne trébuche au pire moment
Lors de l'avant-dernière journée, Knokke FC et le SW Harelbeke s'imposent et s'assurent l'accès en D2 Amateur car Dikkelvenne trébuche à domicile (1-2) contre Damme. Celui-ci en profite pour garantir son maintien en "D3 Amateur" car Adinkerke perd contre Eernegem et est condamné à la 16e place.
C'est Westhoek, vainqueur (1-2) à Berlare, qui s'empare de la 3e marche du podium avec le même nombre de points (54) que Dikkelvenne mais avec une victoire de mieux. Knokke et Harelbeke ont 57 unités mais 2 victoires d'avance sur le quatrième. Westhoek qui termine contre Adinkerke (relégué) devrait assurer sa position.
La dernière journée permet à Knokke (vainqueur 0-3 à Pepingen) d'empocher le premier titre de son Histoire en Promotion (D4). Harelbeke, accroché (2-2) à St-Gillis/Waas, était certain d'émarger au trio de qualifié. Westhoek décroche le troisième ticket direct pour la D2 Amateur en étrillant (8-1) le relégué Adinkerke. Les "Rouge et Bleu" n'ont jamais été en danger d'autant que Dikkelvenne s'inclinait (2-0) à Zele.

### Série B
- Champion d'automne: R. Olympic CC-M
- Dernière mise à jour: le 02/05/2016 à 18h45

#### Classement final - Série B
| Rang | Équipe                   | Pts | J  | G  | N | P  | Bp | Bc | Diff |
| ---- | ------------------------ | --- | -- | -- | - | -- | -- | -- | ---- |
| 1    | R. OLYMPIC CC-M          | 59  | 28 | 19 | 5 | 4  | 52 | 28 | +24  |
| 2    | K. FC Duffel             | 52  | 28 | 15 | 7 | 6  | 59 | 34 | +25  |
| 3    | R. Châtelet SC           | 50  | 28 | 15 | 5 | 8  | 47 | 40 | +7   |
| 4    | K. Olympia VC Sterrebeek | 49  | 28 | 16 | 1 | 11 | 50 | 39 | +11  |
| 5    | Racing Charleroi C-F     | 48  | 28 | 14 | 6 | 8  | 47 | 45 | +2   |
| 6    | K. SK Halle              | 42  | 28 | 12 | 6 | 10 | 46 | 28 | +18  |
| 7    | US Rebecquoise           | 43  | 28 | 12 | 7 | 9  | 44 | 35 | +9   |
| 8    | Léopold FC               | 39  | 28 | 12 | 3 | 13 | 46 | 52 | -6   |
| 9    | R.W.D. Molenbeek         | 39  | 28 | 10 | 9 | 9  | 44 | 34 | +10  |
| 10   | K. Wolvertem SC          | 35  | 28 | 10 | 5 | 13 | 44 | 49 | -5   |
| 11   | K. AC Betekom            | 34  | 28 | 9  | 7 | 12 | 42 | 39 | +3   |
| 12   | Francs Borains           | 33  | 28 | 7  | 9 | 11 | 46 | 52 | -6   |
| 13   | FC Ganshoren             | 24  | 28 | 7  | 3 | 18 | 34 | 59 | -25  |
| 14   | R. FC Tournai            | 24  | 28 | 6  | 6 | 16 | 32 | 58 | -26  |
| 15   | R. RC Waterloo           | 14  | 28 | 3  | 5 | 20 | 22 | 63 | -41  |
| 16   | R. Géants Athois         | 0   | 0  | 0  | 0 | 0  | 0  | 0  | 0    |

##### Résultats des rencontres – Série B
Le 4 décembre 2015, le R. Géants Athois annonce qu'il ne se déplacera pas à Waterloo le week-end à venir, pas plus qu'il n'ira à Sterrebeek la semaine suivante. Peu après, l'URBSFA acte le forfait général. Toutes les rencontres de Ath sont annulées et le classement est établi sur base de 28 rencontres. Pour mémoire, dans le tableau ci-dessous, nous avons laissé les résultats enregistrés par le "matricule 2899", mais précisons qu'ils n'interviennent pas dans le classement.
| Résultats (▼dom., ►ext.)                                   | ATH | BET | FBO | OLY  | RCF | CSC | DUF | GAN | HAL | LEO | REB | RWD | STE  | TOU | WAT | WOL |
| R. Géants Athois                                           |     | 1-1 | 0-1 | FFT  | 2-1 | 1-2 | FFT | FFT | FFT | FFT | FFT | FFT | 0-5F | 3-2 | FFT | 2-3 |
| K. AC Betekom                                              | FFT |     | 2-2 | 4-1  | 4-0 | 1-1 | 1-1 | 3-1 | 1-2 | 0-2 | 3-1 | 2-1 | 4-0  | 4-1 | 1-0 | 0-1 |
| R. Francs Borains                                          | FFT | 1-0 |     | 5-0F | 1-2 | 2-1 | 2-2 | 3-4 | 0-6 | 1-3 | 0-0 | 3-1 | 3-2  | 1-0 | 1-1 | 1-0 |
| R. Olympic CC-M                                            | 1-2 | 2-1 | 1-0 |      | 2-0 | 1-0 | 1-1 | 3-1 | 2-0 | 1-0 | 1-0 | 2-1 | 3-0  | 3-1 | 2-1 | 4-0 |
| Racing Charleroi C-F                                       | FFT | 2-1 | 2-2 | 0-2  |     | 2-4 | 3-1 | 4-2 | 1-1 | 2-1 | 1-1 | 2-2 | 0-5  | 2-0 | 5-0 | 2-1 |
| R. Châtelet SC                                             | FFT | 1-0 | 4-3 | 1-2  | 1-1 |     | 1-2 | 3-0 | 1-0 | 0-1 | 1-1 | 2-1 | 2-1  | 3-0 | 0-0 | 3-2 |
| K. FC Duffel                                               | 2-1 | 1-0 | 4-4 | 1-2  | 2-0 | 1-2 |     | 0-0 | 0-3 | 5-2 | 3-0 | 3-1 | 1-2  | 5-1 | 6-1 | 1-0 |
| FC Ganshoren                                               | 2-0 | 2-2 | 2-1 | 0-2  | 0-1 | 1-3 | 1-4 |     | 0-1 | 1-4 | 1-0 | 0-1 | 0-1  | 1-4 | 2-0 | 1-3 |
| K. SK Halle                                                | 2-1 | 3-1 | 2-2 | 2-2  | 2-0 | 0-1 | 1-3 | 3-0 |     | 0-1 | 0-1 | 1-1 | 4-0  | 2-1 | 1-2 | 3-1 |
| Léopold FC                                                 | 2-0 | 2-2 | 1-1 | 3-2  | 0-1 | 3-5 | 1-3 | 3-2 | 0-2 |     | 3-2 | 0-4 | 2-3  | 2-3 | 2-1 | 0-2 |
| R. US Rebecquoise                                          | FFT | 4-0 | 1-0 | 0-2  | 4-4 | 1-0 | 1-1 | 0-3 | 2-1 | 4-2 |     | 2-2 | 1-2  | 3-1 | 4-0 | 3-1 |
| RWD Molenbeek                                              | 2-0 | 2-0 | 4-1 | 1-1  | 1-2 | 1-1 | 0-1 | 2-2 | 1-1 | 0-2 | 1-0 |     | 0-1  | 2-2 | 1-0 | 3-1 |
| K. Olympia VC Sterrebeek                                   | FFT | 1-0 | 2-1 | 3-2  | 1-2 | 8-1 | 1-0 | 3-0 | 1-0 | 0-3 | 0-1 | 1-3 |      | 4-0 | 0-1 | 1-1 |
| R. FC Tournai                                              | FFT | 1-1 | 1-1 | 1-1  | 2-0 | 0-2 | 0-2 | 3-1 | 1-1 | 3-0 | 0-3 | 0-4 | 1-2  |     | 0-0 | 2-3 |
| R. RC Waterloo                                             | FFT | 2-3 | 1-2 | 0-4  | 1-2 | 0-2 | 1-3 | 1-3 | 0-3 | 2-2 | 1-1 | 1-3 | 1-4  | 1-3 |     | 2-3 |
| K. Wolvertem SC                                            | FFT | 1-1 | 3-2 | 1-1  | 1-4 | 5-1 | 2-2 | 1-3 | 3-2 | 0-1 | 1-3 | 1-1 | 2-1  | 4-0 | 0-1 |     |
| - Victoire à domicile - Match nul - Victoire à l'extérieur |     |     |     |      |     |     |     |     |     |     |     |     |      |     |     |     |

- La rencontre de la 1re journée K. Olympia VC Sterrebeek-R. Géants Athois (Fleurus) est sanctionnée d'un forfait au profit du club visité car les visiteurs n'étaient pas encore en mesure d'aligner une équipe !
- Les rencontres de la 1re journée Racing Charleroi C-F-R. Châtelet SC et Francs Borains-K. FC Duffel ont été reportées car le Racing Charleroi et Duffel étaient encore engagés en Coupe de Belgique. Ces matchs sont reprogrammés le mercredi 2 septembre 2015.
- Les rencontres RWD Molenbeek-K. SK Halle et Léopold FC-K. FC Duffel de la 5e journée ont été reportées en raison de la journée "Bruxelles sans voitures". Le 1er de ces matchs est reprogrammé le mercredi 11 novembre 2015, et le 2e le dimanche 1er novembre 2015.
- La rencontre RWD Molenbeek-FC Ganshoren de la 7e journée est reportée au samedi 31 octobre 2015.
- La rencontre Léopold FC-Duffel de la 5e journée est reportée au dimanche 1er novembre 2015.
- Trois rencontres de la 13e journée ont été remises pour des raisons de sécurité à la suite de l'augmentation du degré de menace terroriste. Il s'agit de RWD Molenbeek-R. FC Tournai, Léopold FC-K. AC Betekom et FC Ganshoren-R. Châtelet SC.
- Le match Léopold FC-Betekom de la 13e journée est joué le dimanche 20 décembre 2015.
- Le match RWD Molenbeek-Tournai de la 13e journée est joué le mercredi 13 janvier 2016.
- Le match Ganshoren-Châtelet de la 13e journée est reprogrammé le mercredi 27 janvier 2016.
- La rencontre Francs Borains-Olympic de Charleroi, du 24/01/2016, a été arrêtée après 35 minutes de jeu (score 1-0). Un litige entre l'arbitre et l'entraîneur carolo qui refusa longtemps de quitter sa zone technique est à l'origine de cet arrêt du match. Sanctionné d'une défaite par forfait, l'Olympic de Charleroi interjette appel auprès du Comité qui confirme la sanction. Le matricule 246, à ce moment assuré d'atteindre la D2 Amateur, ne va pas en évocation et accepte le verdict.

#### Résumé - Série B
Après 6 rencontres, l'Olympic de Charleroi (16) qui revient de p. 1, occupe la tête. Au nombre de points perdus, le FC Duffel (13) est à égalité avec les "Dogues" qu'ils reçoivent lors de la journée no 7. C'est Châtelet (12) qui est sur la 3e marche du podium. Les relégués du R. FC Tournai (et de Ath (4) sont en difficultés aux 13e et 14e places, alors que les Francs Borains (2) n'ont pas encore de victoire.
Au premier tiers de la compétition, l'Olympic (23) subit son premier revers (1-2) après une prestation faiblarde contre les "Géants Athois". Les dégâts restent cependant limités pour les Dogues puisque leurs poursuivants directs perdent aussi des plumes. Châtelet (21) est surpris (0-1) par le Léopold et Duffel (16, 9 matchs joués) à Sterrebeek (1-0). Le Racing Charleroi (18) concède un partage (2-2) contre le RWD Molenbeek (10, 8 matchs joués). L'US Rebecquoise (19) se hisse sur le podium. Le SK Halle (17) est en embuscade car ayant aussi joué une rencontre de moins. Par contre la situation se complique pour le R. FC Tournai, dernier avec 5 points, soit deux de moins que Waterloo.
Le 31 octobre 2015, Duffel (19) gagne son match de retard au Léopold (1-3) et remonte sur la 3e marche du podium, grâce à une meilleure différence de buts par rapport à l'US Rebecquoise.

##### L'Olympic Charleroi, malgré quelques hésitations
Bien qu'étant moins "tranchant" que durant le premier tour, l'Olympic de Charleroi (50 racole en tête de la série. Fin février 2016, les "Dogues", qui viennent de s'incliner (3-2) au Léopold, comptent 13 unités d'avance sur le 4e classé. Le matricule 246 s'est pourvu en appel d'un forfait infligé à la suite de son déplacement aux Francs Borains (le coach T. Balog ayant refusé  puis trop tardé pour quitter sa zone neutre sur ordre de l'arbitre). À 7 matchs théoriques de la fin, la panique ne s'est pas encore emparé des pensionnaires de la Neuville. Duffel et Châtelet (41) sont bien installés sur le podium alors que Sterrebeek (37) est leur premier challenger.
Le dimanche 20 mars 2016, les Dogues s'imposent (0-2) au FC Ganshoren et s'assurent le droit de jouer en "Division 2 Amateur" la saison suivante. C'est le 2e clubs à obtenir son billet après le RC Hades (série C) la veille. Châtelet et Duffel complètent à ce moment le podium alors que le Racing Charleroi est remonté au 4e rang.

##### Trio carolo?
Si l'Olympic a dominé la série, ses deux proches voisins n'ont pas été en reste. À deux journées de la fin, Châtelet (qui n'a plus qu'une partie à jouer) occupe la 2e place avec 50 unités soit 5 de mieux que le Racing CCF classé 4e. C'est Duffel (48) qui est le troisième qualifié direct.
Les trois formations de la région carolorégienne pourraient truster le podium. Une quatrième place ne serait pas catastrophique pour le RCCF car il serait idéalement placé pour un repêchage vers le "tour final francophone". Sterrebeek (43) reste ne lice pour la qualifi' direct alors que l'US Rebecquoise (40) n'est pas encore éliminée de la course à la 4e place.

##### Duffel et Châtelet accompagnent les "Dogues"
Duffel, qui a étrillé Tournai (5-1), et Châtelet, qui ne jouait pas, sont assurés de rejoindre la "D2 Amateur" la saison suivante. Les "Loups" châteletains profitent de la victoire (2-0) de l'Olympic dans le derby contre le Racing CCF. Malgré cette défaite le "matricule 94" est assuré de terminer "1er francophone repêchable" dans cette série, car Rebecq s'est incliné (3-2) au Léopold.
Lors de la dernière journée, l'Olympic (champion) et Châtelet (3e) sont sèchement battus, mais c'est pour l'anecdote. Le Racing CCF s'impose contre Ganshoren et assure sa participation au tour final en compagnie de trois équipes de la "Série D". Battu (3-1) aux Francs Borains, le RWDM ne profite pas de la défaite du Léopold (3-0) à Tournai. Ce sont les Léomen qui prendront part, avec Rebecq et deux clubs de la "Série D", à un autre tour final pour un éventuel repêchage.

### Série C
- Champion d'automne: Racing Club Hades
- Dernière mise à jour: le 02/05/2015 à 18h20

#### Classement final - Série C
| Rang | Équipe                       | Pts | J  | G  | N  | P  | Bp | Bc | Diff |
| ---- | ---------------------------- | --- | -- | -- | -- | -- | -- | -- | ---- |
| 1    | RC HADES                     | 61  | 30 | 19 | 4  | 7  | 59 | 34 | +25  |
| 2    | K. Olympia SC Wijgmaal       | 52  | 30 | 14 | 10 | 6  | 57 | 43 | +14  |
| 3    | K. VV THES Sport Tessenderlo | 51  | 30 | 14 | 9  | 7  | 61 | 34 | +27  |
| 4    | K. FC Zwarte Leeuw           | 50  | 30 | 13 | 11 | 6  | 60 | 46 | +14  |
| 5    | K. FC St-Lenaarts            | 46  | 30 | 13 | 7  | 10 | 46 | 32 | +14  |
| 6    | Spouwen-Mopertingen          | 45  | 30 | 13 | 6  | 11 | 45 | 53 | -8   |
| 7    | K. SC City Pirates Antwerpen | 44  | 30 | 12 | 8  | 10 | 62 | 51 | +11  |
| 8    | K. Excelsior SK Leopoldsburg | 44  | 30 | 12 | 8  | 8  | 53 | 43 | +10  |
| 9    | K. FC Esperanza Pelt         | 44  | 30 | 10 | 14 | 6  | 61 | 48 | +13  |
| 10   | FC Turnhout                  | 43  | 30 | 12 | 7  | 11 | 53 | 52 | +1   |
| 11   | K. FC Nijlen                 | 38  | 30 | 11 | 5  | 14 | 49 | 57 | -8   |
| 12   | K. VK Wellen                 | 37  | 30 | 10 | 7  | 13 | 37 | 50 | -13  |
| 13   | K. VV Vosselaar              | 36  | 30 | 10 | 6  | 14 | 52 | 60 | -8   |
| 14   | Bilzerse Waltwilder VV       | 25  | 30 | 5  | 10 | 15 | 40 | 63 | -23  |
| 15   | K. FC Lille                  | 23  | 30 | 5  | 8  | 19 | 37 | 64 | -27  |
| 16   | K. TSV Lyra                  | 17  | 30 | 3  | 8  | 19 | 30 | 72 | -42  |

##### Résultats des rencontres – Série C
| Résultats (▼dom., ►ext.)                                   | BIL | HAD | LEO | LIL | LYR | PIR | PEL | NIJ | STL | SPO | TES | TUR | VOS | WEL | WIJ | ZWL |
| K. Bilzerse Waltwilder VV                                  |     | 0-2 | 0-3 | 3-5 | 0-0 | 3-3 | 3-3 | 3-2 | 0-4 | 3-6 | 2-4 | 1-1 | 5-2 | 0-0 | 1-1 | 2-0 |
| RC Hades                                                   | 3-0 |     | 2-0 | 5-0 | 3-1 | 1-0 | 0-5 | 2-0 | 2-0 | 7-1 | 2-2 | 2-0 | 0-2 | 4-1 | 0-1 | 2-2 |
| K. ESK Leopoldsburg                                        | 1-1 | 0-1 |     | 0-0 | 5-1 | 2-2 | 3-2 | 1-0 | 1-1 | 2-0 | 1-0 | 3-0 | 2-3 | 2-1 | 0-1 | 3-0 |
| K. FC Lille                                                | 1-1 | 0-3 | 1-3 |     | 2-2 | 1-2 | 2-1 | 3-0 | 2-3 | 4-0 | 0-2 | 3-1 | 2-2 | 2-3 | 0-0 | 0-3 |
| K. Lyra TSV                                                | 1-2 | 4-1 | 2-2 | 2-0 |     | 1-3 | 1-1 | 0-1 | 0-0 | 2-0 | 0-5 | 1-4 | 0-2 | 0-1 | 1-2 | 1-3 |
| K. SC City Pirates                                         | 3-2 | 0-3 | 5-1 | 0-0 | 2-2 |     | 2-0 | 6-3 | 2-1 | 5-0 | 1-2 | 0-3 | 2-0 | 1-0 | 3-3 | 5-2 |
| K. FC Esperanza Pelt                                       | 3-0 | 1-2 | 3-2 | 2-2 | 5-1 | 3-2 |     | 3-3 | 2-1 | 4-2 | 1-1 | 2-3 | 1-4 | 2-1 | 3-0 | 2-2 |
| K. FC Nijlen                                               | 2-1 | 3-0 | 1-1 | 3-0 | 1-1 | 2-0 | 1-1 |     | 1-2 | 1-0 | 0-3 | 3-2 | 2-1 | 5-2 | 1-2 | 4-1 |
| K. FC St-Lenaarts                                          | 0-1 | 1-0 | 1-0 | 1-0 | 5-0 | 2-1 | 0-0 | 5-3 |     | 5-3 | 0-0 | 1-2 | 3-0 | 1-1 | 1-1 | 0-1 |
| Spouwen-Mopertigen                                         | 2-1 | 1-2 | 1-0 | 2-1 | 1-1 | 2-2 | 2-2 | 2-1 | 2-1 |     | 4-1 | 1-0 | 1-0 | 1-1 | 2-3 | 1-1 |
| VV THES Sport Tessenderlo                                  | 1-1 | 0-1 | 2-2 | 3-0 | 4-0 | 3-0 | 1-1 | 1-2 | 3-0 | 2-1 |     | 5-2 | 2-0 | 5-1 | 3-1 | 1-1 |
| FC Turnhout                                                | 2-1 | 2-2 | 4-3 | 4-1 | 3-2 | 1-1 | 0-0 | 1-1 | 1-0 | 0-2 | 2-1 |     | 3-1 | 0-2 | 1-1 | 2-3 |
| K. VV Vosselaar                                            | 2-0 | 4-0 | 3-3 | 1-1 | 3-0 | 0-5 | 3-4 | 2-1 | 0-4 | 0-2 | 3-0 | 2-1 |     | 1-2 | 3-3 | 2-3 |
| K. VK Wellen                                               | 2-0 | 1-2 | 0-1 | 3-2 | 3-2 | 2-2 | 2-2 | 1-0 | 0-2 | 0-1 | 2-0 | 0-3 | 2-2 |     | 1-0 | 1-1 |
| K. Olympia SC Wijgmaal                                     | 2-0 | 0-3 | 3-2 | 5-2 | 2-0 | 2-0 | 2-2 | 4-1 | 1-1 | 0-1 | 2-2 | 4-4 | 4-1 | 4-1 |     | 2-1 |
| K. FC Zwarte Leeuw                                         | 2-2 | 2-2 | 2-4 | 4-0 | 5-1 | 3-2 | 0-0 | 6-1 | 2-0 | 1-1 | 1-1 | 3-1 | 2-2 | 1-0 | 2-1 |     |
| - Victoire à domicile - Match nul - Victoire à l'extérieur |     |     |     |     |     |     |     |     |     |     |     |     |     |     |     |     |

- Les rencontres K. Olympia SC Wijgmaal-Spouwen-Mopertingen et FC Turnhout-RC Hades de la 1re journée ont été reportées, car deux des équipes étaient encore qualifiées en Coupe de Belgique. Ces matchs ont été reprogrammés le mercredi 2 septembre 2015.
- La rencontre Bilzerse Waltwilder VV-Spouwen-Mopertingen de la 14e journée, des 28 et 29/11, a été avancée au samedi 31 octobre 2015.

#### Résumé - Série C
City Pirates et St-Lenaarts (13) occupent la tête après 6 journées, juste devant le duo composé de Pelt et Zwarte Leeuw (12). Le Lyra est mal en point avec un triste "0 sur 18".
Au tiers du championnat, St-Lenaarts (23) est aux commandes malgré un partage concédé chez la lanterne rouge, le Lyra qui empoche son tout premier point. Zwarte Leeuw (19)et Esperanza Pelt (18) complètent le podium, devant Hades (17). En fin de grille, les promus de Nijlen (8) et Lille (7) devancent le Lyra.
À l'occasion des journées no 11 à no 13, le FC St-Lenaarts marque le pas en concédant trois défaites de rang. Il s'incline contre Turnhout (1-2), à Zwarte Leeuw (2-0), puis de nouveau à domicile face à Bilzerse-Waltwilder (0-1). C'est le RC Hades (26-8 vict.) qui passe en tête devant Zwarte Leeuw (26-6 vict.). Le Lyra reste dernier malgré un premier succès conquis lors de la 12e journée, (2-0) contre le FC Lille.
Hades tient bon et coiffe la couronne de "champion d'automne" devant Pelt et Zwarte Leeuw. Tessenderlo s'est glissé au pied du podium aux dépens de City Pirates et St-Lenaarts. Tout bas du classement la situation du Lyra n'est guère enviable. Les Lierrois ont 5 unités de retard sur Vosselaar et Lille.

##### Hades, bien parti
À la fin février, le RC Hades semble bien lancé pour gagner le droit de jouer en "D2 Amateur" la saison suivante. le club de la périphérie d'Hasselt compte dix unités d'avance sur le 4e classé, le FC Zwarte Leeuw en perte de vitesse (1 sur 12). Olympia Wijgmaal et Tessenderlo, lequel signe un 13 sur 15, complètent le podium. En bas de tableau, le Lyra (10) grappille quelques unités avec des partages, mais reste menacé car, à tour de rôle, Vosselaar (4-0 contre le leader !), et Lille (19) obtiennent au moins une victoire.
Le samedi 12 mars 2016, le RC Hades (54) effectue un grand pas vers la qualification pour la "Division 2 Amateur" en allant s'imposer (1-2) à Spouwen-Mopertingen alors que tous ses rivaux sous la troisième place s'incline. Hades possède 14 unités d'avance sur le K. FC Esperanza Pelt (40) (classé 4e) alors qu'il reste 15 points à distribuer. Wijgmaal (46) reste le rival le plus dangereux pour l'attribution du titre de la série.
Le samedi 19 mars 2016, le RC Hades s'impose aisément (5-0) contre le K. FC Lille et s'assure le droit de jouer en "Division 2 Amateur" la saison suivante. C'est le tout premier club a validé son billet.

##### Wijgmaal qualifié, mince répit pour le Lyra
Malgré des partages à Turnhout (1-1) et à Bilzerse (1-1) et un très sec (3-0) concédé à Esperanza Pelt, Olympia Wijgmaal décroche la qualification pour la "D2 Amateur" au terme de la 28e journée. Les Brabançons (50-14 victoires) possèdent 6 longueurs d'avance sur Zwarte Leeuw (44) et Esperanza Pelt (44) mais ceux-ci n'ont respectivement que 11 et 10 victoires. Tessenderlo occupe le troisième siège qualificatif avec 47 unités et 13 victoires. Turhnout (43), St-Lenaarts et Spouwen-Mopertingen (42) restent mathématiquement concernés, tout comme City Pirates et Leopoldsburg (41-11 victoires).
Un partage (2-2) obtenu à Lille (20-4 v et -26 buts), lors de la 26e journée, permet au Lyra (14-2v et -44 buts) de conserver un très mince espoir de maintien.

##### Le Lyra relégué, Tessenderlo et Zwarte Leeuw derniers concernés
Au terme de l'avant-dernière journée, tout est pratiquement dit dans la série C. Le Lyra est mathématiquement renvoyé en Provinciale, après sa défaite (3-2) à Wellen. Il ne reste virtuellement plus que deux équipes concernées par la lutte pour le 3e ticket direct pour la "D2 Amateur": Tessenderlo (48-13v-"+24") et Zwarte Leeuw (47-12v-"+9"). St-Lenaarts et Spouwen-Mopertingen (45-12v) restent dans le coup à trois longueurs, mais leur différence de buts respectives ("+14" et "-6") rendent un dépassement de Tessenderlo quasiment impossible.
La dernière journée n'apporte pas de bouleversements. Tessenderlo gagne (3-0) contre City Pirates Anvers et confirme sa 3e place qualificative pour la "D2 Amateur", rendant inutile le large succès de Zwarte Leeuw (6-1 contre Spouwen-Mopertingen).

### Série D
- Champion d'automne: R. Ent. Sp. Couvin-Mariembourg
- Dernière mise à jour: le 02/05/2016 à 18h35

#### Classement final - Série D
| Rang | Équipe                         | Pts | J  | G  | N  | P  | Bp | Bc | Diff |
| ---- | ------------------------------ | --- | -- | -- | -- | -- | -- | -- | ---- |
| 1    | R. FC MEUX                     | 59  | 30 | 19 | 2  | 9  | 71 | 44 | +27  |
| 2    | R. US Givry                    | 59  | 30 | 17 | 8  | 5  | 59 | 32 | +27  |
| 3    | Solières Sport                 | 59  | 30 | 17 | 8  | 5  | 56 | 30 | +26  |
| 4    | R. Ent. Sp. Couvin-Mariembourg | 58  | 30 | 17 | 7  | 6  | 60 | 33 | +27  |
| 5    | R. Stade Waremmien FC          | 57  | 30 | 18 | 3  | 9  | 73 | 45 | +28  |
| 6    | UR Namur                       | 52  | 30 | 15 | 7  | 8  | 62 | 37 | +25  |
| 7    | R. Daring Club Cointe-Liège    | 43  | 30 | 13 | 4  | 13 | 53 | 55 | -2   |
| 8    | R. Entente Bertrigeoise        | 41  | 30 | 12 | 5  | 13 | 52 | 47 | +5   |
| 9    | R. JS Taminoise                | 40  | 30 | 11 | 7  | 12 | 48 | 52 | -4   |
| 10   | FC Richelle United             | 40  | 30 | 11 | 7  | 12 | 48 | 56 | -8   |
| 11   | Patro Lensois                  | 35  | 30 | 9  | 8  | 13 | 41 | 47 | -6   |
| 12   | FC Jeunesse Lorraine Arlonaise | 33  | 30 | 9  | 6  | 15 | 41 | 60 | -19  |
| 13   | R. RC Longlier                 | 31  | 30 | 7  | 10 | 13 | 45 | 62 | -17  |
| 14   | R. CS Verlaine                 | 29  | 30 | 7  | 8  | 15 | 42 | 58 | -16  |
| 15   | R. Aywaille FC                 | 22  | 30 | 5  | 7  | 18 | 30 | 80 | -50  |
| 16   | R. US Loyers                   | 11  | 30 | 2  | 5  | 25 | 32 | 75 | -43  |

##### Résultats des rencontres – Série D
| Résultats (▼dom., ►ext.)                                   | ARL | AYW | BER | COI | C-M | GIV | PAT | LON | LOY | MEU | NAM | RIC | SOL | TAM | VER | WAR |
| FC Jeun. Lor. Arlonaise                                    |     | 3-1 | 3-0 | 1-3 | 1-3 | 1-2 | 2-1 | 0-5 | 2-0 | 1-3 | 3-3 | 1-0 | 1-2 | 1-2 | 3-1 | 0-3 |
| R. Aywaille FC                                             | 1-1 |     | 2-3 | 1-2 | 0-3 | 1-4 | 1-0 | 2-1 | 2-2 | 0-0 | 0-7 | 2-2 | 1-1 | 1-3 | 2-1 | 0-6 |
| R. Entente Bertrigeoise                                    | 3-4 | 3-0 |     | 4-2 | 0-2 | 1-1 | 0-1 | 0-1 | 3-1 | 1-3 | 1-0 | 1-3 | 2-1 | 2-2 | 5-1 | 2-0 |
| R. Daring Cl. Cointe-Liège                                 | 2-1 | 2-1 | 2-2 |     | 4-3 | 1-2 | 2-1 | 2-1 | 4-1 | 0-2 | 1-1 | 0-1 | 1-2 | 2-1 | 3-1 | 3-0 |
| R. ES Couvin-Mariembourg                                   | 1-1 | 7-1 | 0-1 | 1-0 |     | 1-1 | 1-0 | 2-1 | 3-2 | 2-2 | 2-2 | 3-0 | 1-2 | 3-0 | 1-1 | 0-2 |
| R. US Givry                                                | 2-0 | 6-1 | 2-1 | 2-1 | 2-1 |     | 3-1 | 3-1 | 6-0 | 3-1 | 1-1 | 0-3 | 1-1 | 2-2 | 1-1 | 1-0 |
| Patro Lensois                                              | 5-0 | 3-0 | 0-6 | 2-2 | 0-0 | 0-0 |     | 2-4 | 1-1 | 4-3 | 1-1 | 3-0 | 0-1 | 0-0 | 2-4 | 1-1 |
| R. RC Longlier                                             | 2-2 | 2-2 | 0-1 | 1-1 | 0-3 | 1-0 | 1-1 |     | 4-3 | 3-2 | 1-1 | 2-2 | 0-2 | 1-2 | 2-4 | 1-1 |
| R. US Loyers                                               | 2-3 | 1-2 | 2-3 | 2-1 | 0-3 | 0-2 | 0-2 | 1-2 |     | 0-3 | 0-2 | 2-3 | 2-2 | 0-2 | 0-0 | 1-3 |
| R. FC Meux                                                 | 3-0 | 3-1 | 4-3 | 5-1 | 2-3 | 3-0 | 2-0 | 2-0 | 2-1 |     | 2-1 | 4-0 | 2-1 | 3-2 | 5-1 | 2-4 |
| UR Namur                                                   | 3-2 | 4-1 | 1-0 | 0-2 | 1-2 | 1-0 | 3-0 | 7-0 | 2-3 | 2-1 |     | 2-3 | 1-3 | 4-2 | 2-1 | 3-1 |
| FC Richelle United                                         | 2-2 | 0-2 | 3-2 | 3-0 | 1-2 | 3-4 | 0-2 | 2-2 | 3-1 | 3-0 | 0-0 |     | 2-2 | 0-0 | 1-0 | 4-3 |
| Solières Sport                                             | 0-0 | 4-1 | 2-0 | 4-2 | 1-1 | 2-2 | 2-0 | 2-2 | 2-1 | 2-3 | 3-0 | 2-0 |     | 3-1 | 0-1 | 3-0 |
| R. JS Taminoise                                            | 2-0 | 3-1 | 0-0 | 2-3 | 0-1 | 2-0 | 1-4 | 3-0 | 3-1 | 2-1 | 0-3 | 4-2 | 0-2 |     | 0-2 | 2-2 |
| R. CS Verlaine                                             | 0-1 | 0-0 | 1-1 | 4-2 | 2-3 | 0-2 | 2-3 | 1-1 | 1-1 | 1-2 | 0-2 | 3-2 | 2-1 | 4-4 |     | 1-2 |
| R. Stade Waremmien FC                                      | 3-1 | 3-0 | 3-1 | 3-2 | 3-2 | 0-4 | 4-1 | 6-3 | 4-1 | 2-1 | 1-2 | 5-0 | 0-1 | 4-1 | 4-1 |     |
| - Victoire à domicile - Match nul - Victoire à l'extérieur |     |     |     |     |     |     |     |     |     |     |     |     |     |     |     |     |

- Les journées no 18 et no 19 ont fait l'objet d'une remise générale en raison d'importantes chutes de neige. La journée "18" a été reprogrammée dès les 29, 30 et 31/01/2016. Le match Bertrix-Solières" a de nouveau été remis. La journée "19" est reprogrammée le 28/03/2016.
- Le match R. JS Taminoise-R. CS de Verlaine de la 19e journée initialement reprogrammée le 27 mars 2016 a été une nouvelle fois reportée à la demande du Bourgmestre de Sambreville dans le contexte post-attentats du 22/03/2016. Cette partie est finalement disputée le 17 avril 2016.

#### Résumé - Série D
Après 8 journées, Couvin-Mariembourg (18) s'est isolé en tête devant Solières et Arlon (15). C'est la JS Taminoise (4), toujours sans victoire, qui ferme la marche, derrière les promus de Loyers (8).
Des quatre séries de Promotion, c'est la R. Ent. Sp. Couvin-Mariembourg (24) qui est le leader le plus détaché. Les Fagnards, toujours invaincus, comptent sept unités d'avance sur Richelle United (où ils se rendent lors de la 11e journée) et Solières Sport (17). L'UR Namur emmène un trio d'équipes avec 15 points. La JS Taminoise obtient son premier succès (2-0) contre le FC JL Arlonaise et se relance, derrière Loyers (9), Verlaine et Aywaille (10).
Au soir de la journée no 11, Couvin-Mariembourg (27) porte son avantage à 10 points par rapport à ses premiers poursuivants (Richelle et Solières). Tamines (10) quitte la dernière place en allant gagner (0-2) à Loyers (9) qui hérite de la "lanterne rouge".
Le leader Couvin-Mariembourg concède sa première défaite lors de la 12e journée (0-2, contre Waremme) mais reste installé au commandes devant son vainqueur et l'US Givry qui effectue une belle remontée jusqu'à la 3e place. Loyers (9) est le plus mal loti derrière Aywaille (11).
Couvin-Mariembourg obtient le titre de "champion d'automne" mais voit son avance qui fut un moment de dix longueurs fondre sérieusement. L'US Givry réalise une impressionnante remontée et est deuxième à un point, suivie du Waremme. Longtemps en péril, la JS Taminoise s'éloigne de la zone rouge qu'occupent Verlaine et Aywaille mais surtout Loyers, avec seulement 9 unités, soit 4 de moins le premier sauvé.

##### Regroupement et attente d'alignement
Cette série est celle où le nombre de matchs en retard est le plus important. Après 23 journées, aucun club n'a disputé ce nombre rencontres. On retrouve des formations allant de 22  à   20 parties prestées. C'est ainsi qu'à la fin février, l'UR Namur (22-42) est devant Couvin-Mariembourg (21-41) et Solières (21-38). Meux (21-37) et Waremme (21-35-11v) sont en embuscade avec Givry (21-35-9v). En bas de classement, Bertrix (20-25) qui n'a pourtant joué que 20 fois s'est éloigné de la zone rouge. La JS Taminoise, victorieuse de Givry (2-0), s'est aussi donné de l'air. Verlaine (22-20) et Aywaille (22-19) sont encore couverts par Loyers (22-11).

##### Loyers relégué, mais suspense à 5 en tête
Les rencontres d'alignement ne bouleversent pas intégralement la hiérarchie, même si elles permettent à Meux de se hisser dans le « Top 3 ». Couvin-Mariembourg avait du laisser sa première place à la suite d'une défaite (3-2) à Waremme, mais les « Fagnards » retrouvent leur bien car Meux s'incline (2-1) dans le derby provincial namurois à Tamines.
Couvin-Mariembourg (55) et Meux (53-17v) occupent les deux premiers sièges directement qualificatifs pour la "D2 Amateur" devant Solières Sport (53-15v, +23 buts). Celui-ci ne devance Givry (53-15v, +22 buts) que d'un petit but. Waremme (51-16v) et l'UR Namur (51-15v) sont les deux derniers prétendant à la qualif' directe.
Dès le 3 avril 2016, la cause est entendue pour le maintien. Battue (2-3) par le FC JL Arlonaise, la R. US Loyers est mathématiquement renvoyée en p. 1 namuroise.

##### Coup dur pour Couvin-Mariembourg
En tête pratiquement depuis le début de la compétition, et ayant compté jusqu'à 12 points d'avance, Couvin-Mariembourg concède une défaite (0-1 contre Bertrix) aux conséquences catastrophiques lors de l'avant-dernière journée. Meux (56-18v), Givry et Solières (56-16v), tous trois vainqueurs, dépassent le club fagnard (55-16v) qui se retrouve écarté des places directes vers la "D2 Amateur". Waremme (54-17v) reste en embuscade alors que Namur (52-15v), qui a partagé (0-0) à Richelle, est distancé. Couvin termine par un derby à Namur tandis que Meux à Loyers le relégué, Givry contre le Patro Lensois et Solières contre Richelle United ont un programme de clôture en apparence plus facile. De son côté, Waremme reçoit Longlier.

##### Meux sacré
La dernière journée, malgré un long suspense, n'entraine pas de chamboulements en haut du tableau. Vainqueur aisé (0-3) à Loyers, le R. FC Meux décroche le premier titre de son Histoire en séries nationales. Givry dispose sans problème du Patro Lensois (3-1) pour s'assurer son ticket pour la "D2 Amateur". La situation est plus tendue pour Solières Sport qui est tout le temps accroché (0-0) contre Richelle United. À la fin du temps réglementaire, les "Rouges" sont même dépassés par Couvin-Mariembourg vainqueur (1-2) à l'UR Namur. Mais un but splendide de Bourard à l'entrée du temps ajouté, soulage le club mosan qui s'impose finalement (2-0) et décroche la 3e place.
Couvin-Mariembourg, Waremme et Namur sont qualifiés pour le tour final. Bertrix et Cointe participeront à un autre tour final pour un éventuel repêchage.

## Tour final spécifique
Au terme de la phase classique un tour final est organisé afin de désigner des qualifiés supplémentaires vers la « D2 Amateur ». Ce tour final est joué distinctement selon l'aile linguistique d'appartenance des clubs puisque la nouvelle D2 Amateur est une division nationale « régionalisée ».
|  | Clubs qualifiés pour le tour suivant         |
|  | Clubs qui accèdent à la "Division 2 Amateur" |
|  | Clubs relégués en "Division 3 Amateur"       |

### ACFF

#### Préambule
Au niveau de la future « D2 Amateur », une série sera composée de 16 clubs affiliés à l'ACFF (Association des Clubs Francophones de Football, qui englobe aussi les cercles germanophones). Au terme de la saison 2015-2016, cinq clubs ACFF ayant participé à la "Division 3" sont assurés de faire partie de la "D2 Amateur" (voir Division 3 / Résumé de la saison / Relégation en D2 Amateur).
Au terme de la phase classique du championnat de "Promotion", cinq clubs ACFF ont gagné directement leur qualification pour la "D2 Amateur". Cela porte le nombre de qualifiés à 10 clubs.
Il reste donc 6 places à attribuer. Celles-ci seront attribuées aux cercles ACFF les mieux classés au terme du tour final, mais le nombre final de places est dépendant des performances des trois clubs ACFF engagés dans le tour final de Division 3. En bref, par club ACFF qui gagne sa place en "D1 Amateur", une place supplémentaire se libèrera en D2 Amateur.
Donc avant que ne débutent les tours finaux, trois places sont déjà ouvertes en "D2 Amateur". À l'issue du Premier tour du Tour final des D3, la certitude est acquise que le 4e classé du TF des Promotions est aussi qualifié pour la « D2 Amateur ».

#### Procédure et Participants
Le tour final ACFF se déroule en deux parties. La première attribue les places 1 à 4, alors que la seconde désigne les places 5 à 8.
Dans chacune des parties les équipes disputent des demi-finales en une seule manche, sur le terrain de la première équipe tirée au sort. Une consolation et une finale sont ensuite jouées pour obtenir le classement.
Le tirage au sort intégral a été réalisé le lundi 2 mai 2016, vers 16h00, au siège de l'URBSFA
- Participants "places 1 à 4": Racing Charleroi CF, R. ES Couvin-Mariembourg, UR Namur, R. Stade Waremmien FC.
- Participants "places 5 à 8": R. Entente Bertrigeoise, R. DC Cointe-Liège, R. Léopold FC, R. US Rebecquoise.

#### ACFF - Programme 1 à 4
|                                                                                               |                     |                          | Score | Prol | TaB |
| Première journée - le 8 mai 2016 (les 2 vainqueurs assurés d'aller en D2 Amateur)             |                     |                          |       |      |     |
| 1                                                                                             | Racing Charleroi CF | R. ES Couvin-Mariembourg | 1-1   | 2-1  |     |
| 2                                                                                             | UR Namur            | Stade Waremmien FC       | 3-0   |      |     |
| Deuxième journée 3e et 4e places - le 15 mai 2016 (le vainqueur assuré d'aller en D2 Amateur) |                     |                          |       |      |     |
| C                                                                                             | Stade Waremmien FC  | R. ES Couvin-Mariembourg | 4-1   |      |     |
| Deuxième journée 1re et 2e places - le 14 mai 2016                                            |                     |                          |       |      |     |
| F                                                                                             | Racing Charleroi CF | UR Namur                 | 0-3   |      |     |

Ce tour final "ACFF 1" aura donc été inutile puisque, à la suite des résultats de Premier tour du TF des D3", les 4 premiers classés sont qualifiés pour la "D2 Amateur" !

#### ACFF - Programme 5 à 8
|                                                   |                            |                         | Score | Prol | TaB |
| Première journée - les 7 et 8 mai 2016            |                            |                         |       |      |     |
| 1                                                 | R. US Rebecquoise          | R. Entente Bertrigeoise | 1-2   |      |     |
| 2                                                 | R. Daring Cl. Cointe-Liège | R. Léopold FC           | 0-2   |      |     |
| Deuxième journée 7e et 8e places - le 15 mai 2016 |                            |                         |       |      |     |
| C                                                 | R. Daring Cl. Cointe-Liège | R. US Rebecquoise       | 1-6   |      |     |
| Deuxième journée 5e et 6e places - le 15 mai 2016 |                            |                         |       |      |     |
| F                                                 | R. Léopold FC              | R. Entente Bertrigeoise | 1-2   |      |     |

Dans le cas de figure où La Louvière décroche son maintien en "D1 Amateur" via le TF des D3, le club classé 5e (R. Entente Betrigeoise) est qualifié pour la "D2 Amateur".

### VFV

#### Préambule
Au niveau de la future "D2 Amateur", deux séries seront composées chacune de 16 clubs affiliés à la VFV (Voetbal Federatie Vlaanderen, qui regroupe les cercles néerlanddophone). Au terme de la saison 2015-2016, dix-huit clubs VFV ayant participé à la "Division 3" sont assurés de faire partie de la "D2 Amateur" (voir Division 3 / Résumé de la saison / Relégation en D2 Amateur).
Au terme de la phase classique du championnat de "Promotion", sept clubs VFV ont gagné directement leur qualification pour la "D2 Amateur". Cela porte le total de qualifiés à 25.
Il reste donc 7 places à attribuer. Celles-ci seront attribuées aux cercles VFV les mieux classés au terme du tour final, mais le nombre final de places est dépendant des performances des cinq clubs VFV engagés dans le tour final de Division 3 dont au moins deux n'accèderont pas au 3e niveau puisqu'il n'y a que trois places disponibles. En bref, au moins deux clubs VFV resteront en "D2 Amateur" (3 places vers la D1 Amateur). Initialement, le nombre de places supplémentaires en D2 Amateur VFV oscille de 2 à 5.
Mais à la suite du premier tour du TF des 3, il ne reste plus que deux cercles néerlandophones en course (Dender et Hasselt). Cela signifie qu'au moins un club flamand resta en "D1 Amateur" (si les deux concernés disputent le repêchage). Le nombre de places ouvertes en "D2 Amateur" est donc au minimum de 3 places pour 4 au maximum. (21 clubs de D3 + 7 venant directement de Promotion = 28, reste 4 places maximum)

#### Procédure et Participants
Le tour final VFV concerne dix clubs. Le tirage au sort des différentes rencontres a été effectué le mardi 3 mai 2016. La compétition débute par un tour qualificatif joué par quatre formations. Les deux qualifiés les six équipes restantes est disputent le "Premier tour" proprement dit. Viennent ensuite deux journées de matchs de classement de 1 à 4 et de 5 à 8.
Les quatre vainqueurs du "Tour 1" disputent les places 1 à 4, alors que les quatre perdants jouent les places 5 à 8.
- Participants:
  - Série A: SK Berlare, SC Dikkelvenne, K. SC De Toekomst Menen, K. FC Eendracht Zele
  - Série B: K. SK Halle, K. Olympia VC Sterrebeek
  - Série C: K. SC City Pirates Antwerpen, K. FC St-Lenaarts, Spouwen-Mopertingen, K. FC Zwarte Leeuw

#### VFV - Programme Quafifs et Tour 1
|                                         |                         |                              | Score | Prol | TaB |
| Tour qualificatif - les 7 et 8 mai 2016 |                         |                              |       |      |     |
| Q1                                      | K. FC St-Lenaarts       | SK Berlare                   | 1-1   | 2-1  |     |
| Q2                                      | K. SC De Toekomst Menen | K. SC City Pirates Antwerpen | 2-0   |      |     |
| Premier tour - les 14 et 15 mai 2016    |                         |                              |       |      |     |
| T1-1                                    | Spouwen-Mopertingen     | SC Dikkelvenne               | 4-3   |      |     |
| T1-2                                    | K. FC St-Lenaarts       | K. FC Zwarte Leeuw           | 2-3   |      |     |
| T1-3                                    | K. SC De Toekomst Menen | K. Olympia VC Sterrebeek     | 3-1   |      | '   |
| T1-4                                    | K. SK Halle             | K. FC Eendracht Zele         | 1-0   |      |     |

- Note: Les deux perdants du "Tour qualificatif" (Q1 et Q2) sont relégués en D3 Amateur.

#### VFV - Classement 1 à 4
|                                              |                     |                         | Score    | Prol | TaB |
| Tour 2 - Demi-finales 1 à 4 - le 22 mai 2016 |                     |                         |          |      |     |
| 5                                            | K. FC Zwarte Leeuw  | Spouwen-Mopertingen     | 0-3      |      |     |
| 6                                            | K. SK Halle         | K. SC De Toekomst Menen | 0-0      | 0-1  |     |
| Tour 3 - Finale 1-2 - le 29 mai 2016         |                     |                         |          |      |     |
| 9                                            | Spouwen-Mopertingen | K. SC De Toekomst Menen | non joué |      |     |
| Tour 3 - Finale 3-4 - le 29 mai 2016         |                     |                         |          |      |     |
| 10                                           | K. FC Zwarte Leeuw  | K. SK Halle             | 5-1      |      |     |

Quatre places sont accessibles en D2 Amateur.

#### VFV - Classement 5 à 8
|                                              |                          |                   | Score    | Prol | TaB |
| Tour 2 - Demi-finales 5 à 8 - le 22 mai 2016 |                          |                   |          |      |     |
| 7                                            | K. FC Eendracht Zele     | K. FC St-Lenaarts | 0-5 FF   |      |     |
| 8                                            | K. Olympia VC Sterrebeek | SC Dikkelvenne    | remis    |      |     |
| Tour 3 - Finale 5-6 - le 29 mai 2016         |                          |                   |          |      |     |
| 11                                           | Vainqueur 7              | Vainqueur 8       | non joué |      |     |
| Tour 3 - Finale 7-8 - le 29 mai 2016         |                          |                   |          |      |     |
| 12                                           | Perdant 7                | Perdant 8         | non joué |      |     |

## Récapitulatif de la saison
- Champion A: R. Knokke FC 1er titre en Promotion (D4)
- Champion B: R. Olympic CCM 2e titre en Promotion (D4)
- Champion C: RC Hades 1er titre en Promotion (D4)
- Champion D: R. FC Meux 1er titre en Promotion (D4)
- Vingt-huitième titre en Promotion (D4) pour la Province d'Anvers
- Vingt-septième titre en Promotion (D4) pour la Province de Flandre occidentale
- Vingt-deuxième titre en Promotion (D4) pour la Province de Hainaut
- Onzième titre en Promotion (D4) pour la Province de Namur

| Région flamande (31)            | Région flamande (31) | Province de Brabant (11)     | Province de Brabant (11) | Région wallonne (22)   | Région wallonne (22) |
| ------------------------------- | -------------------- | ---------------------------- | ------------------------ | ---------------------- | -------------------- |
| Province d'Anvers               | 9                    | Région de Bruxelles-Capitale | 3                        | Province de Hainaut    | 6                    |
| Province de Flandre-Occidentale | 8                    | Province du Brabant flamand  | 6                        | Province de Liège      | 7                    |
| Province de Flandre-Orientale   | 7                    | Province du Brabant wallon   | 2                        | Province de Luxembourg | 4                    |
| Province de Limbourg            | 7                    |                              |                          | Province de Namur      | 5                    |

1. ↑  Au niveau footballistique, la province de Brabant est toujours unitaire malgré sa partition territoriale en 1995.

## Maintien au4eniveau
12 clubs ont gagné directement le droit de rester au 4e niveau de la hiérarchie du football belge qui prend le nom de Division 2 Amateur à partir de la saison suivante.

### ACFF (7 clubs)
- R. Olympic CCM
- R. Châtelet SC
- R. Ent. Sp. Couvin-Mariembourg
- R. US Givry
- R. FC Meux
- Solières Sport
- Royal Stade Waremmien FC

### VFV (11 clubs)
- K. FC Duffel
- RC Hades
- K. SK Halle
- SW Harelbeke
- R. Knokke FC
- K. SC Toekomst Menen
- Spouwen-Mopertingen
- K. VV THES Sport Tessenderlo
- K. VK Westhoek
- K. Olympia SC Wijgmaal
- K. FC Zwarte Leeuw

## Descente depuis le3eau4eniveau
Au terme de la phase classique, 23 clubs (18 VFV + 5 ACFF) sont relégués depuis la Division 3 et doivent jouer au 4e niveau qui prend le nom de Division 2 Amateur.
À l'issue d'un tour final à 8, cinq autres clubs seront aussi relégués vers la "D2 Amateur".

## Relégations vers le niveau directement inférieur
36 clubs sont relégués vers le nouveau 5e niveau qui sera créé et appelé "Division 3 Amateur" à partir de la saison suivante. Triés par province, il s'agit de:

### ACFF
| Provinces                  | Clubs                                                                                    |
| -------------------------- | ---------------------------------------------------------------------------------------- |
| Province de Brabant - ACFF | FC Ganshoren, R. Léopold FC, RWDM, R. US Rebecquoise, R. RC Waterloo,                    |
| Province de Hainaut        | Francs Borains, R. FC Tournai                                                            |
| Province de Liège          | R. Aywaille FC, R. DC de Cointe-Liège, Patro Lensois, Richelle United FC, R. CS Verlaine |
| Province de Luxembourg     | FC JL Arlonaise, R. Entente Bertrigeoise, R. RC Longlier                                 |
| Province de Namur          | R. JS Taminoise                                                                          |

### VFV
| Provinces                       | Clubs |
| ------------------------------- | --- |
| Province d'Anvers               | K. SC City Pirates Antwerpen, K. FC Nijlen, K. FC St-Lenaarts, FC Turnhout, K. VV Vosselaar                           |
| Province de Brabant - VFV       | K. AC Betekom, FC Pepingen, K. Olympia VC Sterrebeek, K. Wolvertem SC                                                 |
| Province de Flandre-Occidentale | OMS Ingelmunster |
| Province de Flandre-Orientale   | SK Berlare, SC Dikkelvenne, K. VK Ninove, K. SK Ronse, K. FC Sporting St-Gillis/W., FC Wetteren, K. FC Eendracht Zele |
| Province de Limbourg            | K. Excelsior SK Leopoldsburg, K. FC Esperanza Pelt, K. VK Wellen                                                      |

## Relégations vers les séries provinciales
8 clubs perdent deux niveaux et se retrouvent en Première provinciale:
| Clubs                                              |   | Provinces                       |
| -------------------------------------------------- | - | ------------------------------- |
| K. FC Lille, K. Lyra TSV                           | ⇒ | Province d'Anvers               |
| K. SV White Star Adinkerke, SVV Damme, SK Eernegem | ⇒ | Province de Flandre-Occidentale |
| R. Géants Athois                                   | ⇒ | Province de Hainaut             |
| K. Bilzerse Waltwilder VV                          | ⇒ | Province de Limbourg            |
| R. US Loyers                                       | ⇒ | Province de Namur               |

## Débuts en séries en Promotion
Un club ayant déjà évolué en séries nationales joue pour la première fois en "Promotion" en tant que D4:
- R. CS Verlaine 57e club liégeois différent à évoluer à ce niveau.

## Débuts en séries nationales (et donc en Promotion)
Lors de cette saison 2015-2016, sept clubs font leurs débuts en séries nationales:
- K. SV White Star Adinkerke, SVV Damme 53e et 54e clubs flandriens occidentaux différents à parvernir en séries nationales - les 44e et 45e différents en Promotion ;
- SC Dikkelvenne 50e club flandrien oriental différent  à parvenir en séries nationales - 42e différent en Promotion ;
- R. DC Cointe-Liège, Patro Lensois, FC Richelle United 63e, 64e et 65e clubs liégeoises différents à parvenir en séries nationales - les 58e, 59e et 60e différents en Promotion ;
- R. US Loyers 38e club namurois différent à parvenir en séries nationales - 33e différent en Promotion.

À noter que, le Racing White Daring Molenbeek (94e club brabançon différent à parvenir en séries nationales, 79e différent en D4) preste sa première saison en "Promotion" sous sa nouvelle appellation après le rachat du matricule du désormais ex-K. Standaard Wetteren.

## Changement de dénomination
- En vue de la saison suivante, le R. Olympic Club de Charleroi Marchienne (ROCCM) change son appellation officielle et reprend son ancienne dénomination de R. Olympic Club de Charleroi), en abrégé "ROCC"[26].
- En vue de la saison suivante, le K. Wolvertem SC devient le Hoger Op Wolvertem Merchtem. Cela à la suite de la fusion entre Wolverteml SC et le FC Merchtem 2000[27].
- En vue de la saison suivante, le R. Châtelet SC englobe (pas de fusion) le R. FC Farciennes (matricule 4776) et prend la nouvelle appellation de Châtelet-Farciennes SC (matricule 725).

## Retour en P4
Au terme de la saison 2015-2016, le Patro Lensois opte pour un retour tout en bas de l'échelle à savoir la 4e provinciale, désormais "niveau 9" de la pyramide.